# Hrvatski atletski savez
Hrvatski atletski savez (HAS) je krovna organizacija za hrvatsku atletiku. Hrvatski atletski savez je utemeljen 1912. godine u Zagrebu kao Hrvatski atletski podsavez. Međunarodni naziv za Hrvatski atletski savez je Croatian Athletic Federation. Član je Međunarodnog atletskog saveza (IAAF), međunarodnog udruženja atletskih saveza od 25. veljače 1992. godine.

## O savezu
Hrvatski atletski savez je krovna organizacija za hrvatsku atletiku. Hrvatski atletski savez je utemeljen 1912. godine u Zagrebu kao Hrvatski atletski podsavez. Kasnije se nazivao Atletski savez Hrvatske (ASH). Međunarodni naziv za Hrvatski atletski savez je Croatian Athletic Federation. 
Hrvatski atletski savez je Međunarodnog atletskog saveza (IAAF) od 25. veljače 1992. godine, European Athletics Association (EAA) i International Association of Ultrarunners (IAU). Hrvatski atletičari natječu se i u natjecanjima koja organizira World Mountain Running Association (WMRA) te International Trail Running Association (ITRA).
Krovna organizacija za dugoprugaško trčanje u Hrvatskoj je HUVA (Hrvatska udruga vanstadionske atletike) koja je osnovana 9.12.2017. u Zagrebu te je trenutačno zamijenila HUCIPT (Hrvatska udruga za cestovno i planinsko trčanje), dotadašnju krovnu organizaciju koja je osnovana 12.11.2005. u Zagrebu udruživanjem 14 atletskih klubova kojima je cestovno, planinsko i trail trčanje bilo osnovni vid bavljenja atletikom. HUVA je u članstvu HAS-a kao što je to bio i HUCIPT.
Trčanje stepenicama upravlja Udruga toranj trčanje Hrvatska (Towerrunning Croatia Association). Udruga neboderskih trkača osnovana je u Osijeku 18.12.2018.
Skyrunning Croatia upravlja skyrunning trčanjem.

## Osvojene medalje
Stanje travanj 2019. godine
| Natjecanje                   |    |    |    | Ukupno |
| ---------------------------- | -- | -- | -- | ------ |
| Olimpijske igre              | 3  | 3  | 1  | 7      |
| Svjetska prvenstva           | 6  | 5  | 2  | 13     |
| Svjetska dvoranska prvenstva | 2  | 1  | 3  | 6      |
| Europska prvenstva           | 7  | 3  | 3  | 13     |
| Europska dvoranska prvenstva | 3  | 3  | 8  | 14     |
| Ukupno                       | 21 | 15 | 17 | 53     |

## Olimpijske igre
nakon 2021.
Posljednje finale: 2021. S.Perković 

### Pojedinačno
U kurzivu su hrvatski atletičari koji su medalje osvajali za Jugoslaviju.
- osvojene medalje: Tp preponaš(ica), Ts sprinter(ica), T trkač(ica) ostalo, H hodač(ica), B bacač(ica), Sv skakač(ica) u visinu,  Sd skakač(ica) u daljinu, V višeboj
| # |
| - |
| 1 |
| 2 |
| 3 |
| 4 |
| 5 |

| Atletičar(ka)   |    | Zlato | Srebro | Bronca | Ukupno |
| --------------- | -- | ----- | ------ | ------ | ------ |
| Sandra Perković | B  | 2     | 0      | 0      | 2      |
| Sara Kolak      | B  | 1     | 0      | 0      | 1      |
| Blanka Vlašić   | Sv | 0     | 1      | 1      | 2      |
| Ivan Gubijan    | B  | 0     | 1      | 0      | 1      |
| Franjo Mihalić  | T  | 0     | 1      | 0      | 1      |

## Svjetska prvenstva
IAAF: Svjetsko prvenstvo na otvorenom *, Svjetsko prvenstvo u dvorani **, Svjetsko prvenstvo u polumaratonu *, Svjetsko prvenstvo u krosu *, Svjetski kup u brzom hodanju *, World Relays *

IAU: 50 km World Championship *, 100 km World Championship *, 24 Hour World Championship *

ITRA / IAU: Trail World Championship *

WMRA: World Long Distance Mountain Running Challenge *, World Mountain Running Championship *

ISF: Skyrunning World Championship *

TWA: Towerrunning World Championship
6. pro 2023.
| Medalje | Trčanje | Trčanje | Trčanje | Trčanje | Trčanje     | Trčanje     | Hodanje | Hodanje | Višeboj | Višeboj | Bacanja | Bacanja | Skokovi   | Skokovi   | Skokovi  | Skokovi  | Ukupno |
| ------- | ------- | ------- | ------- | ------- | ----------- | ----------- | ------- | ------- | ------- | ------- | ------- | ------- | --------- | --------- | -------- | -------- | ------ |
| Medalje | ekipno  | ekipno  | štafete | štafete | pojedinačno | pojedinačno | Hodanje | Hodanje | Višeboj | Višeboj | Bacanja | Bacanja | u daljinu | u daljinu | u visinu | u visinu | Ukupno |
| Medalje | M       | Ž       | M       | Ž       | M           | Ž           | M       | Ž       | M       | Ž       | M       | Ž       | M         | Ž         | M        | Ž        | Ukupno |
| Zlato   | /       | 1       | /       | /       | 1           | 1           | /       | /       | /       | /       | 0       | 2       | /         | /         | /        | 4        | 9      |
| Srebro  | /       | 1       | /       | /       | 0           | 2           | /       | /       | /       | /       | 0       | 1       | /         | /         | /        | 3        | 7      |
| Bronca  | /       | 3       | /       | /       | 1           | 1           | /       | /       | /       | /       | 2       | 0       | /         | /         | /        | 1        | 8      |

| Trčanje pojedinačno (detaljno) | Trčanje pojedinačno (detaljno) | Trčanje pojedinačno (detaljno) | Trčanje pojedinačno (detaljno) | Trčanje pojedinačno (detaljno) | Trčanje pojedinačno (detaljno) | Trčanje pojedinačno (detaljno) | Trčanje pojedinačno (detaljno) | Trčanje pojedinačno (detaljno) | Trčanje pojedinačno (detaljno) | Trčanje pojedinačno (detaljno) | Trčanje pojedinačno (detaljno) | Trčanje pojedinačno (detaljno) | Trčanje pojedinačno (detaljno) | Trčanje pojedinačno (detaljno) | Trčanje pojedinačno (detaljno) | Trčanje pojedinačno (detaljno) | Trčanje pojedinačno (detaljno) | Trčanje pojedinačno (detaljno) | Trčanje pojedinačno (detaljno) |
| Medalje                        | IAAF                           | IAAF                           | IAAF                           | IAAF                           | IAAF                           | IAAF                           | IAAF                           | IAAF                           | IAAF                           | IAAF                           | IAU                            | IAU                            | ITRA                           | ITRA                           | WMRA                           | WMRA                           | ISF                            | ISF                            | Ukupno                         |
| Medalje                        | prepone                        | prepone                        | sprint                         | sprint                         | srednje pruge                  | srednje pruge                  | duge pruge                     | duge pruge                     | kros                           | kros                           | IAU                            | IAU                            | ITRA                           | ITRA                           | WMRA                           | WMRA                           | ISF                            | ISF                            | Ukupno                         |
| ------------------------------ | ------------------------------ | ------------------------------ | ------------------------------ | ------------------------------ | ------------------------------ | ------------------------------ | ------------------------------ | ------------------------------ | ------------------------------ | ------------------------------ | ------------------------------ | ------------------------------ | ------------------------------ | ------------------------------ | ------------------------------ | ------------------------------ | ------------------------------ | ------------------------------ | ------------------------------ |
| Medalje                        | M                              | Ž                              | M                              | Ž                              | M                              | Ž                              | M                              | Ž                              | M                              | Ž                              | M                              | Ž                              | M                              | Ž                              | M                              | Ž                              | M                              | Ž                              | Ukupno                         |
| Zlato                          | /                              | /                              | /                              | /                              | 0                              | 0                              | /                              | /                              | 1                              | 0                              | 0                              | 1                              | /                              | /                              | /                              | /                              | /                              | /                              | 2                              |
| Srebro                         | /                              | /                              | /                              | /                              | 0                              | 0                              | /                              | /                              | 0                              | 0                              | 0                              | 2                              | /                              | /                              | /                              | /                              | /                              | /                              | 2                              |
| Bronca                         | /                              | /                              | /                              | /                              | 1                              | 0                              | /                              | /                              | 0                              | 0                              | 0                              | 1                              | /                              | /                              | /                              | /                              | /                              | /                              | 2                              |

| Medalje | na Otvorenom* | na Otvorenom* | u Dvorani** | u Dvorani** | Ukupno |
| Medalje | pojedinačno   | pojedinačno   | pojedinačno | pojedinačno | Ukupno |
| ------- | ------------- | ------------- | ----------- | ----------- | ------ |
| Medalje | M             | Ž             | M           | Ž           | Ukupno |
| Zlato   | 1             | 5             | 0           | 2           | 8      |
| Srebro  | 0             | 5             | 0           | 1           | 6      |
| Bronca  | 1             | 1             | 2           | 1           | 5      |

### IAAF & IAU
- Italic -  hrvatski športaši koji su medalje osvajali za Jugoslaviju; njihove ekipne medalje se ne navode u gornjoj tablici jer su osim njih ekipu činili i srpski trkači
- broj u zagradi označava broj različitih disciplina (neovisnih o dvorana/otvoreno) u kojima je atletičar(ka) osvoji-o/la medalje

#### Pojedinačno
— označava atletičare koji se natječu samo na otvorenom
- osvojene medalje: Tp preponaš(ica), Ts sprinter(ica), T trkač(ica) ostalo, H hodač(ica),
B bacač(ica), Sv skakač(ica) u visinu, Sd skakač(ica) u daljinu, V višeboj
| # |
| - |
| 1 |
| 2 |
| 3 |
| 4 |
| 5 |
| 6 |
| 7 |
| 8 |

| Atletičar(ka)     |          | Zlato   | Zlato    | Srebro  | Srebro   | Bronca  | Bronca | Ukupno |
| Atletičar(ka)     | otvoreno | dvorana | otvoreno | dvorana | otvoreno | dvorana |        | Ukupno |
| ----------------- | -------- | ------- | -------- | ------- | -------- | ------- | ------ | ------ |
| Blanka Vlašić     | Sv       | 2       | 2        | 2       | 1        | 0       | 1      | 8      |
| Sandra Perković   | B        | 2       | —        | 1       | —        | 0       | —      | 3      |
| Nikolina Šustić   | T        | 1       | —        | 1       | —        | 0       | —      | 2      |
| Franjo Mihalić    | T        | 1       | —        | 0       | —        | 0       | —      | 1      |
| Marija Vrajić (2) | T        | 0       | —        | 1       | —        | 1       | —      | 2      |
| Stipe Žunić       | B        | 0       | 0        | 0       | 0        | 1       | 0      | 1      |
| Filip Mihaljević  | B        | 0       | 0        | 0       | 0        | 0       | 1      | 1      |
| Branko Zorko      | T        | 0       | 0        | 0       | 0        | 0       | 1      | 1      |

| \| # \| Atletičar(ka) \| Zlato \| Srebro \| Bronca \| Ukupno \| \| - \| ------------------------------------------------------------------------------------------------------------------- \| ----- \| ------ \| ------ \| ------ \| \| 1 \| Antonija Orlić (2), Nikolina Šustić (2) \| 1 \| 1 \| 1 \| 3 \| \| 2 \| Marija Vrajić \| 1 \| 0 \| 1 \| 2 \| \| 3 \| Veronika Jurišić (2) \| 0 \| 1 \| 2 \| 3 \| \| 4 \| Barbara Belušić, Zdravko Ceraj, Domica Cetinić, Matea Matošević, Franjo Mihalić, Mirjana Šimek Bilić, Nataša Šustić \| 0 \| 0 \| 1 \| 1 \| | Ekipe 50 km Antonija Orlić, Nikolina Šustić, Marija Vrajić (Z) Barbara Belušić, Matea Matošević, Marija Vrajić (B) Veronika Jurišić, Mirjana Šimek Bilić, Nataša Šustić (B) 100 km Veronika Jurišić, Antonija Orlić, Nikolina Šustić (S–B) 24 h Najbolji rezultat je 5. mjesto Veronike Jurišić, Antonije Orlić i Paule Vrdoljak 2017; 660.651km prvi put u povijesti nije bilo dovoljno za medalju; |       |        |        |        |
| # | Atletičar(ka) | Zlato | Srebro | Bronca | Ukupno |
| 1 | Antonija Orlić (2), Nikolina Šustić (2) | 1     | 1      | 1      | 3      |
| 2 | Marija Vrajić | 1     | 0      | 1      | 2      |
| 3 | Veronika Jurišić (2) | 0     | 1      | 2      | 3      |
| 4 | Barbara Belušić, Zdravko Ceraj, Domica Cetinić, Matea Matošević, Franjo Mihalić, Mirjana Šimek Bilić, Nataša Šustić | 0     | 0      | 1      | 1      |

| Discipline u kojima nije ostvareno finale, odnosno one u kojima nije ostvaren ulazak u top 12 ako nema kvalifikacija: |   | |
| otvoreno | M | sprint • prepone • 800 m, 1500 m, 3000 m sa zaprekama, 5000 m, 10000 m, polumaraton, maraton • hodanje • skok u dalj, troskok, skok u vis, skok s motkom, disk, koplje • desetoboj • 50 km, 100 km, 24 h. |
| otvoreno | Ž | sprint • prepone • 800 m, 1500 m, 3000 m sa zaprekama, 5000 m, 10000 m, kros, polumaraton, maraton • hodanje • skok u dalj, troskok, skok s motkom, kugla • sedmoboj.                                     |
| dvorana | M | sprint • 60 m P • 800 m • hodanje • skok u dalj, troskok, skok u vis, skok s motkom • sedmoboj. |
| dvorana | Ž | sprint • 800 m, 1500 m, 3000 m • hodanje • skok u dalj, troskok, skok s motkom, kugla • petoboj. |

### WMRA
Svjetsko prvenstvo u planinskom maratonu (/ planinskom trčanju na duge staze)
World Long Distance Mountain Running Challenge
Prvi nastup hrvatskih trkača bio je 2011. na prvenstvu u Sloveniji.
Najbolji rezultat u konkurenciji žena ostvarila je Veronika Jurišić (19.).
Najbolji rezultat ženske reprezentacije je 7. mjesto
Najbolji rezultat u konkurenciji muškaraca ostvario je Lovelos Slovinac (39.).
Najbolji rezultat muške reprezentacije je 11. mjesto.
Svjetsko prvenstvo u planinskom trčanju
World Mountain Running Championship
Najbolji rezultat u konkurenciji žena ostvarila je Veronika Jurišić (26.).

### ISF
International Skyrunning Federation
Hrvatska još nije imala predstavnika.

### TWA
Towerrunning World Association

## Kontinentalni kup
| # | Atletičar(ka)     | Zlato | Srebro | Bronca | Ukupno |
| - | ----------------- | ----- | ------ | ------ | ------ |
| 1 | Blanka Vlašić     | 1     | 0      | 0      | 1      |
| 2 | Sandra Perković * | 0     | 2      | 1      | 3      |
| 3 | Josip Alebić **   | 0     | 1      | 0      | 1      |
| 4 | Ana Šimić         | 0     | 0      | 1      | 1      |

* 2018. osvojila srebro iako je imala najdulji hitac natjecanja

** dio štafete Europe

## Europska prvenstva
IAAF (EAA): Europsko prvenstvo na otvorenom, Europsko prvenstvo u dvorani, Europsko prvenstvo u krosu, Europski kup u brzom hodanju, Europsko prvenstvo u planinskom trčanju

IAU: 50 km europsko momčadsko prvenstvo, 100 km europsko prvenstvo, 24 H europsko prvenstvo
| Legenda - italic - hrvatski atletičari koji su medalje osvajali za Jugoslaviju — označava atletičare koji se natječu samo na otvorenom - osvojene medalje: Tp preponaš(ica), Ts sprinter(ica), T trkač(ica) ostalo, H hodač(ica), B bacač(ica), Sv skakač(ica) u visinu, Sd skakač(ica) u daljinu, V višeboj - broj u zagradi označava broj različitih disciplina (neovisnih o dvorana/otvoreno) u kojima je atletičar(ka) osvoji-o/la medalje |

21 Kol 2022

#### Pojedinačno
| #  |
| -- |
| 1  |
| 2  |
| 3  |
| 4  |
| 5  |
| 6  |
| 7  |
| 8  |
| 9  |
| 10 |
| 11 |
| 12 |
| 13 |
| 14 |

| Atletičar(ka)       |          | Zlato   | Zlato    | Srebro  | Srebro   | Bronca  | Bronca   | Ukupno | Ukupno |
| Atletičar(ka)       | otvoreno | dvorana | otvoreno | dvorana | otvoreno | dvorana | otvoreno | sve    |        |
| ------------------- | -------- | ------- | -------- | ------- | -------- | ------- | -------- | ------ | ------ |
| Sandra Perković     | B        | 6       | —        | 0       | —        | 0       | —        | 6      | 6      |
| Luciano Sušanj (2)  | Ts,T     | 1       | 2        | 0       | 0        | 0       | 0        | 1      | 3      |
| Jelica Pavličić     | Ts       | 0       | 1        | 0       | 1        | 0       | 1        | 0      | 3      |
| Filip Mihaljević    | B        | 1       | 0        | 0       | 0        | 0       | 1        | 1      | 2      |
| Blanka Vlašić       | Sv       | 1       | 0        | 0       | 0        | 0       | 0        | 1      | 1      |
| Branko Zorko (2)    | T        | 0       | 0        | 0       | 1        | 1       | 2        | 1      | 4      |
| Siniša Ergotić      | Sd       | 0       | 0        | 1       | 0        | 0       | 0        | 1      | 1      |
| Matea Parlov Koštro | T        | 0       | —        | 1       | —        | 0       | —        | 1      | 1      |
| Petar Šegedin       | T        | 0       | 0        | 1       | 0        | 0       | 0        | 1      | 1      |
| Marija Vrajić       | T        | 0       | —        | 1       | —        | 0       | —        | 1      | 1      |
| Josip Alebić        | Ts       | 0       | 0        | 0       | 1        | 0       | 0        | 0      | 1      |
| Ivan Ivančić        | B        | 0       | 0        | 0       | 0        | 0       | 2        | 0      | 2      |
| Sara Kolak          | B        | 0       | —        | 0       | —        | 1       | —        | 1      | 1      |
| Ana Šimić           | Sv       | 0       | 0        | 0       | 0        | 1       | 0        | 1      | 1      |
| Slobodanka Čolović  | T        | 0       | 0        | 0       | 0        | 0       | 1        | 0      | 1      |
| Ljiljana Petnjarić  | Ts       | 0       | 0        | 0       | 0        | 0       | 1        | 0      | 1      |
| Milovan Savić       | T        | 0       | 0        | 0       | 0        | 0       | 1        | 0      | 1      |

| # | Atletičar(ka)                                   | Zlato | Srebro | Bronca | Ukupno |
| - | ----------------------------------------------- | ----- | ------ | ------ | ------ |
| 1 | Veronika Jurišić, Antonija Orlić, Marija Vrajić | 0     | 0      | 1      | 1      |

| # | Atletičar(ka)                     | Zlato | Srebro | Bronca | Ukupno |
| - | --------------------------------- | ----- | ------ | ------ | ------ |
| 1 | Ljiljana Petnjarić                | 0     | 2      | 1      | 3      |
| 2 | Ika Maričić                       | 0     | 1      | 1      | 2      |
| 3 | Olga Šikovec                      | 0     | 1      | 0      | 1      |
| 4 | Verica Ambrozi                    | 0     | 0      | 2      | 2      |
| 5 | Mirjana Kovačev, Radovan Piplović | 0     | 0      | 1      | 1      |

## Svjetske serije
Kolovoz 2016.

### IAAF

#### Dijamantna liga
IAAF Diamond League
nakon 2018.
Pobjednici na barem jednom natjecanju.

bold - aktivni
|   | Atletičar(ka)   | Pobjede | Postolja | Disciplina |
| - | --------------- | ------- | -------- | ---------- |
| Ž | Sara Kolak      | 1       |          | B_koplje   |
| Ž | Sandra Perković | 42      |          | B_disk     |
| Ž | Ana Šimić       | 1       |          | S_vis      |
| Ž | Blanka Vlašić   | 14      |          | S_vis      |

Pobjede na svim natjecanjima u sezoni: Blanka Vlašić (2010.), Sandra Perković (2013., 2016.)
Sandra Perković imala je niz od 36 uzastopnih pobjeda u Dijamantnoj ligi od ? 2015. - lipnja 2017.
Ukupna pobjeda
| Atletičar(ka)   | Titule | Disciplina | Godine                              |
| --------------- | ------ | ---------- | ----------------------------------- |
| Sandra Perković | 6      | B_disk     | 2012., '13., '14., '15., '16., '17. |
| Blanka Vlašić   | 2      | S_vis      | 2010., '11.                         |

#### World Indoor Tour
Natjecanje po uzoru na Dijamantnu ligu, ali u zatvorenom.
nakon 2020.
Pobjednici na barem jednom natjecanju.

bold - aktivni
|   | Atletičar(ka)    | Pobjede | Postolja | Disciplina |
| - | ---------------- | ------- | -------- | ---------- |
| M | Filip Mihaljević | 2       | 3        | B_kugla    |

Ukupna pobjeda
| Atletičar(ka)    | Titule | Disciplina | Godine |
| ---------------- | ------ | ---------- | ------ |
| Filip Mihaljević | 1      | B_kugla    | 2020.  |

#### Zlatna liga
IAAF Golden League; ukinuta i zamijenjena Dijamantnom ligom
Blanka Vlašić je pobijedila na 5/6 natjecanja 2007. i 2008. godine.

Pobjednici na barem jednom natjecanju.
| Atletičar(ka) | Pobjede | Postolja | Disciplina |
| ------------- | ------- | -------- | ---------- |
| Blanka Vlašić | 17      |          | skok u vis |

### ITRA

#### Ultra-Trail World Tour
prvo izdanje bilo je 2014.; sastoji se od trail utrka duljih od 100 km
nakon 2018.
| Trkači(ce) | Pobjede | Postolja | Utrke/pobjede |
| ---------- | ------- | -------- | ------------- |
| [[]]       | 0       | 0        |               |

6. mjesto Josipa Stipčevića (100 milja Istre) i 5. mjesto Maje Blašković (100 milja Istre) najbolji su rezultati.

##### UTMB
Ultra Trail du Mont Blanc - neslužbeno svjetsko prvenstvo u ultra trail trčanju od 2003. (I. izdanje) do 2015.; godinu dana kasnije je novoosnovana ITRA održala prvo službeno svjetsko prvenstvo u ultra trail trčanju; dio UTWT-a od 2014.
Najbolji rezultat je ukupno 48. mjesto (45. među seniorima) Gorana Lesjaka 2013. godine.
U ženskoj konkurenciji je najbolji rezultat postigla Tadeja Krušec 16. mjestom u kategoriji seniorki (ukupno 451. mjesto).

### WMRA

#### Svjetski kup
WMRA World Cup

### ISF

#### Svjetska Skyrunner serija
Skyrunner World Series

### 4 Pustinje ultramaraton
Sahara, Gobi, Atacama, Antarktika; serija se održava od 2006.; Za pobjedu u seriji potrebno je završiti sve četiri utrke te se zbrajaju plasmani ostvareni na svim utrkama i onaj s najmanjim ukupnim zbirom je pobjednik.
| Ukupni pobjednici | Titule | Godine |
| ----------------- | ------ | ------ |
| Mirjana Pellizzer | 1      | 2010.  |

| Trkači(ce)        | Pobjede | Postolja | Pustinja/pobjede |
| ----------------- | ------- | -------- | ---------------- |
| Mirjana Pellizzer | 0       | 3        |                  |

### Red Bull 400
svjetska serija osnovana 2011.;

## Ostala natjecanja
Listopad 2018.

### Europsko ekipno prvenstvo
| Rang | Liga | Zlato | Srebro | Bronca | Ukupno |
| ---- | ---- | ----- | ------ | ------ | ------ |
| 3    | II   | 0     | 1      | 0      | 1      |

| Rang | Liga | Liga | Zlato | Srebro | Bronca | Ukupno |
| ---- | ---- | ---- | ----- | ------ | ------ | ------ |
| ?    | IIB  | M    | 0     | 1      | 0      | 1      |
| ?    | IIB  | Ž    | 1     | 1      | 0      | 2      |

### Europski zimski bacački kup
European Cup Winter Throwing / European Winter Throwing Challenge; seniorska konkurencija
| Atletičar(ka)      | Pobjede | Postolja | Disciplina |
| ------------------ | ------- | -------- | ---------- |
| Vera Begić         | 0       | 1        | disk       |
| Ivana Brkljačić    | 1       | 1        | kladivo    |
| Nedžad Mulabegović | 0       | 1        | kugla      |

Sara Kolak je 2017. pobijedila u U23 konkurenciji s hitcem duljim od pobjednice u seniorskoj konkurenciji.

### Mediteranske igre (pojedinačno)
nakon 2018.
Barem jedna pobjeda.
| Atletičar(ka)      | Pobjede | Postolja | Disciplina      |
| ------------------ | ------- | -------- | --------------- |
| Josip Alebić       | 1       | 2        | T_sprint        |
| Zvonko Bezjak      | 1       | 1        | B_kladivo       |
| Boško Božinović    | 1       | 1        | T_srednje staze |
| Slobodanka Čolović | 1       | 2        | T_srednje staze |
| Edis Elkasević     | 1       | 1        | B_kugla         |
| Siniša Ergotić     | 1       | 1        | S_dalj          |
| Andrea Ivančević   | 1       | 1        | T_prepone       |
| Ivan Ivančić       | 1       | 2        | B_kugla         |
| Jelica Pavličić    | 2       | 3        | T_sprint        |
| Sandra Perković    | 2       | 2        | B_disk          |
| Žarko Primorac     | 1       | 1        | B_koplje        |
| Kremišir Račić     | 1       | 1        | B_kladivo       |
| Miljenko Rak       | 1       | 3        | S_dalj          |
| Milovan Savić      | 1       | 1        | T_srednje staze |
| Ana Šimić          | 1       | 1        | S_vis           |
| Viktor Šnajder     | 1       | 1        | T_sprint        |
| Srećko Štiglić     | 1       | 3        | B_kladivo       |
| Tomislav Šuker     | 1       | 1        | B_kugla         |
| Joško Vlašić       | 1       | 2        | višeboj         |
|                    |         |          |                 |
| Đurđa Fočić        | 0       | 6*       | razne           |

* najviše postolja

### Klupska natjecanja
(lista nepotpuna)
Kup europskih klupskih prvaka
| Klub         | Klub | #1 | #2    | #3    | #4 |  |  |  |  |
| ------------ | ---- | -- | ----- | ----- | -- |  |  |  |  |
| AK Slavonija | M    | #1 | #2    | #3    | #4 |  |  |  |  |
| AK Slavonija | Ž    |    | 1985. | 1986. |    |  |  |  |  |

## Svjetski rekorderi
05 sij 2019.
██ nepriznat rezultat
| Atletičar(ka) | Atletičar(ka)   | Σ  | Pojedinačno | Pojedinačno | Pojedinačno | Pojedinačno | Discipline       |
|               |                 | Σ  | Out         | In          | SiC         | Polje       | Discipline       |
| ------------- | --------------- | -- | ----------- | ----------- | ----------- | ----------- | ---------------- |
| Ž             | Jelica Pavličić | 1x | 1x          | —           | 1x          | —           | 400 m: 50.98s *  |
| M             | Luciano Sušanj  | 1x | —           | 1x          | 1x          | —           | 400 m: 46.38s ** |

* Zaveden u kategoriju najbolja svjetska izvedba (NSI) - postavljen u vrijeme prijelaza s ručnog na automatsko mjerenje vremena.
** Nije službeno priznat zbog prelaska s ručnog na elektronsko mjerenje.

— — — — —
Ostali
- Nikolina Šustić je najmlađa trkačica ikad koja je pretrčala na službenoj utrci više od 100 kilometara (2011. s 24 godine, hrvatski rekord u 12-satnom trčanju).[18]
- Abdon Pamich, rođen u Rijeci u kojoj je živio do 14. godine, nastupajući za Italiju postavio je svjetski rekord u brzom hodanju na 50 km.[19]

## Nacionalni rekordi
19 - 07 - 2025.

| WR     | Svjetski rekord                                                                                  |
| WR(I)  | Svjetski dvoranski rekord                                                                        |
| WBP    | Najbolja svjetska izvedba (IAU)                                                                  |
| ER     | Europski rekord                                                                                  |
|        | Olimpijske discipline                                                                            |
| Italic | lošiji rezultati koji su ostvareni u istoj disciplini ili u trčanju/hodanju na istoj udaljenosti |
| s      | prolazno vrijeme / prolazna udaljenost                                                           |

| Disciplina | Disciplina | Disciplina    | Disciplina          | Disciplina                   | na otvorenom                       | na otvorenom                       | u dvorani                   | u dvorani                  |
| ---------- | ---------- | ------------- | ------------------- | ---------------------------- | ---------------------------------- | ---------------------------------- | --------------------------- | -------------------------- |
| Disciplina | Disciplina | Disciplina    | Disciplina          | Disciplina                   | muškarci                           | žene                               | muškarci                    | žene                       |
|            |            |               |                     |                              |                                    |                                    |                             |                            |
| trčanje    | na stazi   | štafete       | 4 x 100 m           | 4 x 100 m                    | 39.76                              | 45.14                              | —                           | —                          |
| trčanje    | na stazi   | štafete       | 4 x 200 m           | 4 x 200 m                    | 1:24.71                            | 1:36.52                            | 1:26.66                     | 1:38.59                    |
| trčanje    | na stazi   | štafete       | švedska             | švedska                      | 1:55.85                            | 2:12.99                            | —                           | —                          |
| trčanje    | na stazi   | štafete       | 4 x 400 m           | 4 x 400 m                    | 3:05.42                            | 3:34.44                            | 3:12.72                     | 3:40.78                    |
| trčanje    | na stazi   | štafete       | 4 x 800 m           | 4 x 800 m                    | 7:46.40                            | n/a                                | 7:41.00                     | 9:01.35                    |
| trčanje    | na stazi   | štafete       | DMR                 | DMR                          | 9:48.65                            | 11:31.54                           | 9:58.84                     | 11:39.26                   |
| trčanje    | na stazi   | štafete       | 4x1500 m            | 4x1500 m                     | 16:08.20                           | n/a                                | —                           | —                          |
| trčanje    | na stazi   | prepone       | 60 m s preponama    | 60 m s preponama             | —                                  | —                                  | 7.69 Jurica Grabušić        | 7.91 Andrea Ivančević      |
| trčanje    | na stazi   | prepone       | 100 m s preponama   | 100 m s preponama            | —                                  | 12.85 Andrea Ivančević             | —                           | —                          |
| trčanje    | na stazi   | prepone       | 110 m s preponama   | 110 m s preponama            | 13.54 Jurica Grabušić              | —                                  | —                           | —                          |
| trčanje    | na stazi   | prepone       | 400 m s preponama   | 400 m s preponama            | 49.88 Darko Juričić                | 56.28 Nikolina Horvat              | —                           | —                          |
| trčanje    | na stazi   | sprint        | 60 m                | 60 m                         | —                                  | —                                  | 6.63 Dejan Vojnović         | 7.29 Andrea Ivančević      |
| trčanje    | na stazi   | sprint        | 100 m               | 100 m                        | 10.20 Dario Horvat                 | 11.10 Jelica Pavličić              | —                           | —                          |
| trčanje    | na stazi   | sprint        | 200 m               | 200 m                        | 20.76 Željko Knapić                | 23.14 Jelica Pavličić              | 21.09 Roko Farkaš           | 23.78 Veronika Drljačić    |
| trčanje    | na stazi   | sprint        | 400 m               | 400 m                        | 45.64 Željko Knapić                | 50.78 Danijela Grgić               | 46.38 Luciano Sušanj        | 52.47 Jelica Pavličić      |
| trčanje    | na stazi   | srednje pruge | 800 m               | 800 m                        | 1:44.01 Marino Bloudek             | 1:56.51 Slobodanka Čolović         | 1:46.15 Marino Bloudek      | 1:59.83 Slobodanka Čolović |
| trčanje    | na stazi   | srednje pruge | 1500 m              | 1500 m                       | 3:33.30 Branko Zorko               | 4:09.14 + Slobodanka Čolović       | 3:38.05 Branko Zorko        | 4:15.02 Klara Andrijašević |
| trčanje    | na stazi   | srednje pruge | 1 milja             | 1 milja                      | 3:52.64 Branko Zorko               | n/a                                | n/a                         | 4:52.96 Katarina Smiljanec |
| trčanje    | na stazi   | srednje pruge | 2000 m sa zaprekama | 2000 m sa zaprekama          | 5:37.00 Mladen Kršek               | 6:37.94 Matea Parlov               | —                           | —                          |
| trčanje    | na stazi   | srednje pruge | 3000 m              | 3000 m                       | 7:48.42 Branko Zorko               | 9:08.39 + Matea Parlov             | 7:49.29 Branko Zorko        | 8:58.58 Bojana Bjeljac     |
| trčanje    | na stazi   | srednje pruge | 3000 m sa zaprekama | 3000 m sa zaprekama          | 8:40.1 Slobodan Crnokrak           | 10:02.20 Kristina Hendel           | —                           | —                          |
| trčanje    | na stazi   | duge pruge    | 5000 m              | 5000 m                       | 13:37.76 Dalibor Balgač            | 15:43.73 + Bojana Bjeljac          | 14:18.35 Tomislav Novosel   | 15:37.98 Bojana Bjeljac    |
| trčanje    | na stazi   | duge pruge    | 10000 m             | 10000 m                      | 28:24.32 Slavko Petrović           | 32:28.67 + Bojana Bjeljac          | —                           | —                          |
| trčanje    | na stazi   | duge pruge    | 1 h                 | 1 h                          | 19139 m Dorian Miškulin            | 15944 m Tea Faber                  | —                           | —                          |
| trčanje    |            | duge pruge    |                     |                              |                                    |                                    |                             |                            |
| trčanje    | na cesti   | duge pruge    | 10 km               | 10 km                        | 29:01.00 Tomislav Novosel          | 31:54 Matea Parlov Koštro          | ——                          | ——                         |
| trčanje    | na cesti   | duge pruge    | polumaraton         | polumaraton                  | 1;03:47 Drago Paripović            | 1;09:16 + Lisa Christina Stublić   | ——                          | ——                         |
| trčanje    | na cesti   | duge pruge    | maraton             | maraton                      | 2;17:05 Drago Paripović            | 2;23:39 Bojana Bjeljac             | ——                          | ——                         |
| trčanje    | na cesti   | duge pruge    | ultra- maratoni     |                              |                                    |                                    | ——                          | ——                         |
| trčanje    | na cesti   | duge pruge    | 50 km               | 2;57:08 Andrej Hladnik       | 3;22:32 Nataša Šustić              |                                    | ——                          | ——                         |
| trčanje    | na cesti   | duge pruge    | 100 km              | 6;49:18 Dejan Radanac        | 7;13:30 Mirjana Šimek Bilić        |                                    | ——                          | ——                         |
| trčanje    | na cesti   | duge pruge    | 100 milja           | s 14;42:55 Slađan Dragojević | n/a                                |                                    | ——                          | ——                         |
| trčanje    | na cesti   | duge pruge    | 6 h                 | 87.277 km Dejan Radanac      | 83.323 km Mirjana Šimek Bilić      |                                    | ——                          | ——                         |
| trčanje    | na cesti   | duge pruge    | 12 h                | 158.224 km Dejan Radanac     | 138.755 km Ines Jozić              |                                    | ——                          | ——                         |
| trčanje    | na cesti   | duge pruge    | 24 h                | 259.550 km Zdravko Jadrijev  | 238.032 km Paula Vrdoljak          |                                    | ——                          | ——                         |
|            |            |               |                     |                              |                                    |                                    |                             |                            |
| hodanje    | na stazi   | na stazi      | na stazi            | 3000 m                       | 13:24.95 Bruno Rožman              | 14:49.75 Bruna Janček              | 12:17.89 Bruno Erent        | 13:13.90 Lana Švarbić      |
| hodanje    | na stazi   | na stazi      | na stazi            | 5000 m                       | 21:03.04 Bruno Erent               | 21:50.88 Lana Švarbić              | 20:27.01 Aleksandar Raković | —                          |
| hodanje    | na stazi   | na stazi      | na stazi            | 10000 m                      | 43:55.6 Bruno Erent                | 44:38.4 Ivana Renić                | —                           | —                          |
| hodanje    | na stazi   | na stazi      | na stazi            | 20000 m                      | 1:34:20 Edmond Dobruna             | 1;30:50 Ivana Renić                | —                           | —                          |
| hodanje    |            |               |                     |                              |                                    |                                    |                             |                            |
| hodanje    | na cesti   | na cesti      | na cesti            | 1 milja                      |                                    |                                    | ——                          | ——                         |
| hodanje    | na cesti   | na cesti      | na cesti            | 10 km                        | 42:44.20 Radovan Ružić             | 47:43.00 Lana Švarbić              | ——                          | ——                         |
| hodanje    | na cesti   | na cesti      | na cesti            | 20 km                        | 1;28:05 Bruno Erent                | 1;32:57 Ivana Renić                | ——                          | ——                         |
| hodanje    | na cesti   | na cesti      | na cesti            | 35 km                        | 2;45:15 Bruno Erent                | 3;21:14 Lana Švarbić               | ——                          | ——                         |
| hodanje    | na cesti   | na cesti      | na cesti            | 50 km                        | 4;05:02 Bruno Erent                | 4;20:17 Ivana Renić                | ——                          | ——                         |
| hodanje    | na cesti   | na cesti      | na cesti            | mješovita štafeta 42.195km   | 3;34:02 Bruno Erent / Lana Švarbić | 3;34:02 Bruno Erent / Lana Švarbić | ——                          | ——                         |
|            |            |               |                     |                              |                                    |                                    |                             |                            |
| skokovi    | skokovi    | skokovi       | skokovi             | skok u dalj                  | 8,35 m Filip Pravdica              | 6,68 m Silvija Mrakovčić           | 8,08 m Siniša Ergotić       | 6,34 m Jana Koščak         |
| skokovi    | skokovi    | skokovi       | skokovi             | troskok                      | 17,11 m Đorđe Kožul                | 13,71 m Silvija Mrakovčić          | 16,90 m Đorđe Kožul         | 13,55 m Paola Borović      |
| skokovi    | skokovi    | skokovi       | skokovi             | skok u vis                   | 2,28 m Novica Čanović              | 2,08 m Blanka Vlašić               | 2,28 m Novica Čanović       | 2,06 m Blanka Vlašić       |
| skokovi    | skokovi    | skokovi       | skokovi             | skok s motkom                | 5,71 m Ivan Horvat                 | 4,26 m Elija Valentić              | 5,76 m Ivan Horvat          | 4,16 m Elija Valentić      |
|            |            |               |                     |                              |                                    |                                    |                             |                            |
| bacanja    | bacanja    | bacanja       | bacanja             | kugla                        | 21,94 m Filip Mihaljević           | 17,52 m Valentina Mužarić          | 21,84 m Filip Mihaljević    | 17,89 m Valentina Mužarić  |
| bacanja    | bacanja    | bacanja       | bacanja             | uteg u dalj                  | n/a                                | n/a                                | 24,43 m Andrija Haklić      | 20,81 m Dorotea Habazin    |
| bacanja    | bacanja    | bacanja       | bacanja             | disk                         | 67,92 m Martin Marić               | 71,41 m Sandra Perković            | —                           | —                          |
| bacanja    | bacanja    | bacanja       | bacanja             | kladivo                      | 80,41 m Andras Haklits             | 75,08 m Ivana Brkljačić            | —                           | —                          |
| bacanja    | bacanja    | bacanja       | bacanja             | koplje                       | 82,70 m Ivan Mustapić              | 68,43 m Sara Kolak                 | —                           | —                          |
|            |            |               |                     |                              |                                    |                                    |                             |                            |
| višeboj    | višeboj    | višeboj       | višeboj             | petoboj                      | —                                  | —                                  | —                           | 4478 + Jana Koščak         |
| višeboj    | višeboj    | višeboj       | višeboj             | sedmoboj                     | —                                  | 6293 + Jana Koščak                 | 5713 Roko Farkaš            | —                          |
| višeboj    | višeboj    | višeboj       | višeboj             | desetoboj                    | 7841 Roko Farkaš                   | n/a                                | —                           | —                          |

Ostali rekordi u nestandardnim disciplinama od kojih se neki trkački bilježe kao prolazna vremena na dužim dionicama mogu se pogledati OVDJE.
Najstariji apsolutni pojedinačni rekordi (iz tablice)
na stazi i cesti
fiksna duljina
10 km hodanje Radovana Ružića, 1972.
vremensko ograničenje
1 sat Dobrivoja Stojanovića 1962.
u polju
desetoboj Joška Vlašića, 1983.

Bilješke
1. ↑  Branko Pecik je Varaždinsku stotku 1987. godine otrčao za 6;45, ali ultraški rekordi su tek 30-ak godina kasnije postali službeni.
2. ↑  Najbolje vrijeme na 50 km (4:03:02) je ostvario Abdon Pamich, hodač koji je rođen i dio života proveo u Rijeci, a natjecao se za Italiju.
3. ↑  Disciplina je bila dio Olimpijskih igara u dva navrata. Danas se uglavnom održava u zatvorenom kao zamjena za kladivo na NCAA natjecanjima.

Pobjede u nizu
- 34 Blanka Vlašić ? - kolovoz 2008.[22]
- 12 Sandra Perković ? - ?[23]

## Najbolji atletski klubovi po godini prema HAS-ovom pravilniku o bodovanju uspješnosti klubova
Klubovi se boduju na ovaj način od 2008.

Bodovanje klubova provodi se u 10 različitih kriterija:
1. medalje na međunarodnim natjecanjima (dvoranska prvenstva na stazi se ne boduju)
2. plasman (4. – 16. mjesto) na međunarodnim natjecanjima (dvoranska prvenstva na stazi se ne boduju)
3. nastup u reprezentaciji (dvoranska prvenstva na stazi se ne boduju; ne boduju se oni koji su bodovani pod 1. ili 2.)
4. rekordi (I) ako atletičar u jednoj disciplini unutar jednog natjecanja više puta popravi rekord boduje mu se kao da je postavio samo jedan rekord; II) ako atletičar na jednom natjecanju popravi rekord u više disciplina boduje mu se ?nejasno?; III) ako više atletičara iz istog kluba na jednom natjecanju popravi rekorde u istoj disciplini boduju se svi atletičari za postizanje rekorda uz pravilo I), odnosno boduje se jedan rekord po atletičaru; IV) u sezoni atletičar može (odnosno boduju se) u više navrata postavljati rekord u jednoj ili više disciplina, ali uz I) i II))
5. pojedinačna Prvenstva Hrvatske – medalje
6. ekipna Prvenstva Hrvatske
7. kupovi (finala kupova)
8. zbroj pojedinačnih rezultata – prvih 20 po važećim WA bodovnim tablicama (boduju se sve discipline za koje postoje bodovi u WA bodovnim tablicama, a svaki atletičar/štafeta boduje se samo jedanput i to u disciplini u kojoj ima najviše bodova)
9. broj registriranih članova
10. organizacija natjecanja (dvodnevna natjecanja udvostručuju broj bodova; organizacija 2 ili više prvenstava istovremeno boduje se kao 2 ili više natjecanja; miting se boduje samo ako ima najmanje 120 natjecatelja iz najmanje 5 klubova te ako je u službenom kalendaru HAS-a)

| >Bilješke (2024.) - Od 2012. najniži plasman kluba koji je bio najbolji po barem jednom kriteriju je 9. mjesto ASK Splita (2023.); HAAK Mladost je u dva takva navrata bila 8. (2019. i 2020.). - Od 2012. najviši plasman kluba koji nije bio najbolji po niti jednom kriteriju je 3. mjesto: HAAK Mladost (2012., '23.), ASK Split (2016., '19., '20.), Zagreb-ULIX (2018.). - Od 2012. 3.-plasirani nikad nije bio najbolji u više od 2 kriterija: 2014. ASK, 2015. Zagreb-ULIX, 2021. i 2022. HAAK Mladost. - Najviše bodova kao 3.-plasirani je imala HAAK Mladost 2024. (112587.0) i Zagreb-ULIX 2015. (95107.0) i kao 4.-plasirani ASK 2015. (89066.5). - Najmanje bodova kao 3.-plasirani je imao ASK 2010. (61305.0) i kao 4.-plasirani Agram 2010. (60552.5). - Klubovi koji su osvojili Ekipno seniorsko prvenstvo Hrvatske na otvorenom ili u dvorani u muškoj ili ženskoj konkurenciji, ali nisu bili u top 4: ŠAK Varaždin/AK Sloboda 5. mjesto (2024.), AK Slavonija 5. mjesto (2012., 2017., 2023.). \| Godina \| #1 \| #1 \| #1 \| #2 \| #2 \| #2 \| #3 \| #4 \| Najbolji klub vanstadionske atletike[27][28][29][30] \| Najbolji klub vanstadionske atletike[27][28][29][30] \| Najbolji klub vanstadionske atletike[27][28][29][30] \| Bilješke \| Ref \| \| ------ \| ----------------------- \| -------- \| ----- \| ------------------- \| -------- \| ----- \| -------------- \| -------------- \| ---------------------------------------------------- \| ---------------------------------------------------- \| ---------------------------------------------------- \| ------------------------------------------------------------------------------------------------------------------------------------------------------------------------------------------ \| ---- \| \| Godina \| Klub \| Bodovi \| NpK \| Klub \| Bodovi \| NpK \| #3 \| #4 \| Poz. \| Klub \| Bodovi \| Bilješke \| Ref \| \| 2024. \| AK Agram (11) \| 182085.5 \| 6 \| AK Dinamo-Zrinjevac \| 170657.5 \| 3 \| HAAK Mladost \| AK Kvarner \| 9. \| AK Sljeme \| 56612.0 \| Prvi puta da je 3.-plasirani klub probio granicu od 100000.0 bodova. \| [31] \| \| 2023. \| AK Agram (10) \| 192143.0 \| 5 \| AK Dinamo-Zrinjevac \| 156084.0 \| 3 \| HAAK Mladost \| AK Kvarner \| 8. \| AK Sljeme \| 62200.0 \| \| [32] \| \| 2022. \| AK Agram (9) \| 193954.0 \| 6 \| AK Dinamo-Zrinjevac \| 125294.0 \| 1 \| HAAK Mladost \| AK Kvarner \| 10. \| AK Sljeme \| 46651.0 \| Mladost najbolja u 2 kriterija; 3. ili niže-plasirani klub je skupio više od 90000 bodova; \| [33] \| \| 2021. \| AK Agram (8) \| 153492.5 \| 6 \| AK Dinamo-Zrinjevac \| 111262.0 \| 1 \| HAAK Mladost \| ASK Split \| 9. \| AK Sljeme \| 47319.0 \| Mladost najbolja u 2 kriterija; \| [34] \| \| 2020. \| AK Agram (7) \| 144371.0 \| 4ili5 \| AK Dinamo-Zrinjevac \| 95099.5 \| 3ili4 \| ASK Split \| AK Zagreb \| 9. \| AK Sljeme \| 40935.0 \| Mladost (8.) najbolja u 2 kriterija; \| [35] \| \| 2019. \| AK Agram (6) \| 191606.0 \| 6 \| AK Dinamo-Zrinjevac \| 107660.0 \| 2 \| ASK Split \| AK Kvarner \| 9. \| AK Sljeme \| 37248.0 \| Mladost (8.) najbolja u 2 kriterija; \| [36] \| \| 2018. \| AK Agram (5) \| 221206.5 \| 7 \| AK Dinamo-Zrinjevac \| 118978.0 \| 1 \| AK Zagreb \| ASK Split \| 9. \| AK Sljeme \| 49933.0 \| Mladost (5.) najbolja u 2 kriterija; \| [37] \| \| 2017. \| AK Agram (4) \| 190750.5 \| 6 \| AK Dinamo-Zrinjevac \| 119643.5 \| 1 \| ASK Split \| HAAK Mladost \| 10. \| AK Sljeme \| 37564.0 \| Mladost najbolja u 2 kriterija; \| [38] \| \| 2016. \| AK Agram (3) \| 164017.0 \| 6 \| AK Dinamo-Zrinjevac \| 115502.5 \| 1 \| ASK Split \| AK Zagreb-ULIX \| 10. \| AK Sljeme \| 44809.0 \| niti jedan drugi klub nije bio najbolji u više od 1 kriteriju; \| [39] \| \| 2015. \| AK Agram (2) \| 146999.5 \| 3 \| AK Dinamo-Zrinjevac \| 135417.5 \| 2 \| AK Zagreb-ULIX \| ASK Split \| 10. \| AK Sljeme \| 41084.0 \| Zagreb i ASK najbolji u 2 kriterija svaki; prvi put je 3. ili niže-plasirani klub skupio više od 90000 bodova i to je bio jedini takav slučaj do 2022.; \| [40] \| \| 2014. \| AK Dinamo-Zrinjevac (6) \| 136521.0 \| 2 \| AK Agram \| 132386.5 \| 3 \| ASK Split \| HAAK Mladost \| 10. \| AK Sljeme \| 40140.0 \| ASK i Mladost najbolji u 2 kriterija svaki; \| [41] \| \| 2013. \| AK Agram \| 145087.0 \| 4 \| AK Dinamo-Zrinjevac \| 133265.0 \| 3 \| ASK Split \| HAAK Mladost \| 12. \| AK Sljeme \| 33383.0 \| niti jedan drugi klub nije bio najbolji u više od 1 kriteriju; prvi put je 3. ili niže-plasirani klub skupio više od 80000 bodova i to je bio slučaj narednih sezona do uključujući 2019.; \| [42] \| \| 2012. \| AK Dinamo-Zrinjevac (5) \| 117024.5 \| 4ili5 \| AK Agram \| 93420.0 \| 2ili3 \| HAAK Mladost \| ASK Split \| 14. \| AK Sljeme \| 19711.0 \| ??niti jedan drugi klub nije bio najbolji u više od 2 kriterija; \| [43] \| \| 2011. \| AK Dinamo-Zrinjevac (4) \| 111803.0 \| ? \| AK Agram \| 70029.0 \| ? \| AK Zagreb-ULIX \| AK Kvarner \| 12. \| AK Sljeme \| 23936.0 \| \| [44] \| \| 2010. \| AK Dinamo-Zrinjevac (3) \| 130322.0 \| ? \| AK Zagreb-ULIX \| 62066.5 \| ? \| ASK Split \| AK Agram \| 12. \| AK Veteran ZG \| 19937.0 \| \| [45] \| \| 2009. \| AK Dinamo-Zrinjevac (2) \| 118297.0 \| ? \| AK Zagreb-ULIX \| 72957.5 \| ? \| ASK Split \| AK Kvarner \| 12. \| AK Veteran ZG \| 23736.0 \| prvi put je 3. ili niže-plasirani klub skupio više od 70000 bodova i to je bio jedini takav slučaj do 2013.; \| [46] \| \| 2008. \| AK Dinamo-Zrinjevac \| 124198.0 \| ? \| ASK Split \| 72907.0 \| ? \| AK Zagreb-ULIX \| AK Kvarner \| 12. \| AK Sljeme \| 19907.0 \| \| [47] \| |                         |          |       |                     |          |       |                |                |                                      |                                      |                                      | |        |
| Godina | #1                      | #1       | #1    | #2                  | #2       | #2    | #3             | #4             | Najbolji klub vanstadionske atletike | Najbolji klub vanstadionske atletike | Najbolji klub vanstadionske atletike | Bilješke | Ref    |
| Godina | Klub                    | Bodovi   | NpK   | Klub                | Bodovi   | NpK   | #3             | #4             | Poz.                                 | Klub                                 | Bodovi                               | Bilješke | Ref    |
| 2024. | AK Agram (11)           | 182085.5 | 6     | AK Dinamo-Zrinjevac | 170657.5 | 3     | HAAK Mladost   | AK Kvarner     | 9.                                   | AK Sljeme                            | 56612.0                              | Prvi puta da je 3.-plasirani klub probio granicu od 100000.0 bodova. | [ 31 ] |
| 2023. | AK Agram (10)           | 192143.0 | 5     | AK Dinamo-Zrinjevac | 156084.0 | 3     | HAAK Mladost   | AK Kvarner     | 8.                                   | AK Sljeme                            | 62200.0                              | | [ 32 ] |
| 2022. | AK Agram (9)            | 193954.0 | 6     | AK Dinamo-Zrinjevac | 125294.0 | 1     | HAAK Mladost   | AK Kvarner     | 10.                                  | AK Sljeme                            | 46651.0                              | Mladost najbolja u 2 kriterija; 3. ili niže-plasirani klub je skupio više od 90000 bodova;                                                                                                 | [ 33 ] |
| 2021. | AK Agram (8)            | 153492.5 | 6     | AK Dinamo-Zrinjevac | 111262.0 | 1     | HAAK Mladost   | ASK Split      | 9.                                   | AK Sljeme                            | 47319.0                              | Mladost najbolja u 2 kriterija; | [ 34 ] |
| 2020. | AK Agram (7)            | 144371.0 | 4ili5 | AK Dinamo-Zrinjevac | 95099.5  | 3ili4 | ASK Split      | AK Zagreb      | 9.                                   | AK Sljeme                            | 40935.0                              | Mladost (8.) najbolja u 2 kriterija; | [ 35 ] |
| 2019. | AK Agram (6)            | 191606.0 | 6     | AK Dinamo-Zrinjevac | 107660.0 | 2     | ASK Split      | AK Kvarner     | 9.                                   | AK Sljeme                            | 37248.0                              | Mladost (8.) najbolja u 2 kriterija; | [ 36 ] |
| 2018. | AK Agram (5)            | 221206.5 | 7     | AK Dinamo-Zrinjevac | 118978.0 | 1     | AK Zagreb      | ASK Split      | 9.                                   | AK Sljeme                            | 49933.0                              | Mladost (5.) najbolja u 2 kriterija; | [ 37 ] |
| 2017. | AK Agram (4)            | 190750.5 | 6     | AK Dinamo-Zrinjevac | 119643.5 | 1     | ASK Split      | HAAK Mladost   | 10.                                  | AK Sljeme                            | 37564.0                              | Mladost najbolja u 2 kriterija; | [ 38 ] |
| 2016. | AK Agram (3)            | 164017.0 | 6     | AK Dinamo-Zrinjevac | 115502.5 | 1     | ASK Split      | AK Zagreb-ULIX | 10.                                  | AK Sljeme                            | 44809.0                              | niti jedan drugi klub nije bio najbolji u više od 1 kriteriju; | [ 39 ] |
| 2015. | AK Agram (2)            | 146999.5 | 3     | AK Dinamo-Zrinjevac | 135417.5 | 2     | AK Zagreb-ULIX | ASK Split      | 10.                                  | AK Sljeme                            | 41084.0                              | Zagreb i ASK najbolji u 2 kriterija svaki; prvi put je 3. ili niže-plasirani klub skupio više od 90000 bodova i to je bio jedini takav slučaj do 2022.;                                    | [ 40 ] |
| 2014. | AK Dinamo-Zrinjevac (6) | 136521.0 | 2     | AK Agram            | 132386.5 | 3     | ASK Split      | HAAK Mladost   | 10.                                  | AK Sljeme                            | 40140.0                              | ASK i Mladost najbolji u 2 kriterija svaki; | [ 41 ] |
| 2013. | AK Agram                | 145087.0 | 4     | AK Dinamo-Zrinjevac | 133265.0 | 3     | ASK Split      | HAAK Mladost   | 12.                                  | AK Sljeme                            | 33383.0                              | niti jedan drugi klub nije bio najbolji u više od 1 kriteriju; prvi put je 3. ili niže-plasirani klub skupio više od 80000 bodova i to je bio slučaj narednih sezona do uključujući 2019.; | [ 42 ] |
| 2012. | AK Dinamo-Zrinjevac (5) | 117024.5 | 4ili5 | AK Agram            | 93420.0  | 2ili3 | HAAK Mladost   | ASK Split      | 14.                                  | AK Sljeme                            | 19711.0                              | ??niti jedan drugi klub nije bio najbolji u više od 2 kriterija; | [ 43 ] |
| 2011. | AK Dinamo-Zrinjevac (4) | 111803.0 | ?     | AK Agram            | 70029.0  | ?     | AK Zagreb-ULIX | AK Kvarner     | 12.                                  | AK Sljeme                            | 23936.0                              | | [ 44 ] |
| 2010. | AK Dinamo-Zrinjevac (3) | 130322.0 | ?     | AK Zagreb-ULIX      | 62066.5  | ?     | ASK Split      | AK Agram       | 12.                                  | AK Veteran ZG                        | 19937.0                              | | [ 45 ] |
| 2009. | AK Dinamo-Zrinjevac (2) | 118297.0 | ?     | AK Zagreb-ULIX      | 72957.5  | ?     | ASK Split      | AK Kvarner     | 12.                                  | AK Veteran ZG                        | 23736.0                              | prvi put je 3. ili niže-plasirani klub skupio više od 70000 bodova i to je bio jedini takav slučaj do 2013.;                                                                               | [ 46 ] |
| 2008. | AK Dinamo-Zrinjevac     | 124198.0 | ?     | ASK Split           | 72907.0  | ?     | AK Zagreb-ULIX | AK Kvarner     | 12.                                  | AK Sljeme                            | 19907.0                              | | [ 47 ] |

## Ostalo
Najviše nastupa na OI ima Branko Zorko (5), a kod žena Blanka Vlašić (4). 
Petar Goić, trener Ivana Gubijana, osvojio je zlato u bacanju kladiva na prvenstvu Južne Amerike 1931.
George Stanich osvojio je brončanu medalju u skoku uvis za SAD na OI 1948. Abdon Pamich, rođen u Rijeci u kojoj je živio do 14. godine, osvojio je zlato na OI 1960. i broncu na OI 1964. u brzom hodanju za Italiju te je postavio svjetski rekord na 50 km. Kara Grgas osvojila je medalju za SAD na Svjetskom prvenstvu na 10000 m. Ivona Dadić osvojila je medalju za Austriju na Svjetskom dvoranskom prvenstvu.
Prvo državno prvenstvo Hrvatske u 
- krosu održano je
- planinskom trčanju održano je sredinom svibnja 2004. na Sljemenu.[49][50]
- trekingu održano je krajem lipnja 2011. na Velebitu, u sklopu utrke Velebitski treking.[51]
- ultramaratonu (utrka na 100 km) održano je početkom svibnja 2013. u Zagrebu u sklopu utrke Forrest Gump.[52][53]
- planinskom trčanju na duge staze (ili planinskom maratonu) održano je početkom rujna 2013. u Samoborskom gorju.[54]
- štafetama održano je krajem travnja 2016. u Zagrebu; štafete su sastavljene iz istih atletskih klubova.[55]
- trailu održano je krajem rujna 2017. u Rapcu, na utrci Valamar Trail.[56][57]

Prvo dvoransko državno prvenstvo te ujedno i prvo natjecanje uopće u kružnoj dvorani u Hrvatskoj održano je krajem veljače 2018. u Zagrebu. Prvo dvoransko prvenstvo Hrvatske u višebojima održano je krajem veljače 2019. u Zagrebu.
Škole trčanja u Hrvatskoj se pojavljuju 2011.; uz stručno vodstvo trenera, pripremaju polaznike za trčanje svih dionica, a osobito za polumaratone i maratone.

### Najbolji rezultat sezone
kraj 2018.
# ultramaraton liste vode se od 2005. i nisu službene (izvori: DUV ultramarathon yearly rankings i IAU yearly rankings); uteg u dalj nije pod ingerencijom IAAF-a - najbolji svjetski rezultati uglavnom su ostvareni pod ingerencijom NCAA
| Atletičar(ka)    | # | Disciplina    |
| ---------------- | - | ------------- |
| Andrija Haklić   | 1 | uteg u dalj # |
| Veronika Jurišić | 1 | 12 h #        |
| Sara Kolak       | 1 | koplje        |
| Sandra Perković  | 6 | disk          |
| Nikolina Šustić  | 2 | 100 km #      |
| Blanka Vlašić    | 4 | skok u vis    |

Mlađe kategorije na svjetskim natjecanjima
nakon 2017.
| Natjecanje | Spol    |   |   |   | Ukupno |
| ---------- | ------- | - | - | - | ------ |
| SP U20     | M       | 2 | 2 | 1 | 5      |
| SP U20     | Ž       | 5 | 0 | 3 | 8      |
| SP U20     | štafete | 0 | 0 | 0 | 0      |
|            |         |   |   |   |        |
| SP U18     | M       | 1 | 2 | 1 | 4      |
| SP U18     | Ž       | 1 | 2 | 1 | 4      |
| SP U18     | štafete | 0 | 0 | 0 | 0      |
|            |         |   |   |   |        |
| OIM        | M       | 0 | 0 | 0 | 0      |
| OIM        | Ž       | 0 | 0 | 0 | 0      |

### Značajnija natjecanja u Hrvatskoj
- Europski bacački kup (2002., 2008., 2021.)
- WA Indoor Tour (od 2023.), Osijek[62]
- Atletski kup Europe - Finale, 1981., Zagreb[63]
- Zadar EAP, održan pod okriljem europske serije mitinga European Athletics Promotion (EAP) Circuit[64]

Svjetska prvenstva u Hrvatskoj
Prvi put Svjetsko prvenstvo u nekoj atletskoj disciplini u Hrvatskoj održano je 2018. u Svetom Martinu na Muri, disciplina 100 km trčanje, u sklopu utrke CRO100.
Hrvatski mitinzi
| Mitinzi s barem 15 izdanja ili 1. mitinzi svoje vrste u Hrvatskoj ili mitinzi posebni u europskim razmjerima | Mitinzi s barem 15 izdanja ili 1. mitinzi svoje vrste u Hrvatskoj ili mitinzi posebni u europskim razmjerima | Mitinzi s barem 15 izdanja ili 1. mitinzi svoje vrste u Hrvatskoj ili mitinzi posebni u europskim razmjerima | Mitinzi s barem 15 izdanja ili 1. mitinzi svoje vrste u Hrvatskoj ili mitinzi posebni u europskim razmjerima | Mitinzi s barem 15 izdanja ili 1. mitinzi svoje vrste u Hrvatskoj ili mitinzi posebni u europskim razmjerima | Mitinzi s barem 15 izdanja ili 1. mitinzi svoje vrste u Hrvatskoj ili mitinzi posebni u europskim razmjerima | Mitinzi s barem 15 izdanja ili 1. mitinzi svoje vrste u Hrvatskoj ili mitinzi posebni u europskim razmjerima |
| Tip | Tip | Naziv mitinga                                                                                                | Lokacija | 1. izdanje                                                                                                   | Zadnje izdanje                                                                                               | Bilješke |
| ? | ? | Naziv mitinga                                                                                                | Lokacija | 1. izdanje                                                                                                   | Zadnje izdanje                                                                                               | Bilješke |
| --- | --- | --- | --- | --- | --- | --- |
| otv. | +d | Atletika pod zvijezdama / Međunarodni noćni atletski miting Varaždin                                         | Varaždin | 2015. | održava se                                                                                                   | [ 65 ] [ 66 ]                                                                                                |
| | +d | Atletski miting AK Slavonija Osijek                                                                          | Osijek | . | održava se                                                                                                   | |
| | +d | Atletski miting Slavonski Brod                                                                               | Slavonski Brod                                                                                               | . | održava se                                                                                                   | |
| otv. | +d | Atletski miting Split / Atletski miting ASK Split                                                            | Split | barem 2004.                                                                                                  | održava se                                                                                                   | |
| | +d | Božićni miting Hajduk                                                                                        | Split | 1995. | održava se                                                                                                   | organizira AK Hajduk Split;                                                                                  |
| otv. | +d | Hanžekovićev memorijal                                                                                       | Zagreb | 1957. 1951.                                                                                                  | održava se                                                                                                   | miting 2. ranga, dio IAAF World Challenge-a (prije IAAF Grand Prix-a);                                       |
| | +d | Međunarodni atletski miting Čakovec                                                                          | Čakovec | . | održava se                                                                                                   | |
| otv. | +d | Međunarodni atletski miting "Dinamo-Zrinjevac"                                                               | Zagreb | 1974. | održava se                                                                                                   | [ 67 ] |
| otv. | +d | Međunarodni atletski miting "HAAK Mladost"                                                                   | Zagreb | . | održava se                                                                                                   | |
| | +d | Međunarodni juniorski atletski miting Rijeka                                                                 | Rijeka | 1993. | održava se                                                                                                   | |
| otv. | +d | Trofej Slavonija                                                                                             | Osijek | . | održava se                                                                                                   | [ 68 ] |

#### Popis utrka u Hrvatskoj
|  | IAAF EP/P/G/E/L/S/B Label utrka (barem jednom) |
|  | AIMS certifikat (barem jednom)                 |
|  | ITRA bodovi (barem jednom)                     |
|  | međudržavna utrka                              |

| Utrke s barem 15 izdanja ili 1. utrke svoje vrste u Hrvatskoj ili utrke posebne u europskim razmjerima (AIMS certifikat, ITRA bodovi...) ili po nečemu drugome specifične utrke (međudržavne utrke, atipičan format utrke...) | Utrke s barem 15 izdanja ili 1. utrke svoje vrste u Hrvatskoj ili utrke posebne u europskim razmjerima (AIMS certifikat, ITRA bodovi...) ili po nečemu drugome specifične utrke (međudržavne utrke, atipičan format utrke...) | Utrke s barem 15 izdanja ili 1. utrke svoje vrste u Hrvatskoj ili utrke posebne u europskim razmjerima (AIMS certifikat, ITRA bodovi...) ili po nečemu drugome specifične utrke (međudržavne utrke, atipičan format utrke...) | Utrke s barem 15 izdanja ili 1. utrke svoje vrste u Hrvatskoj ili utrke posebne u europskim razmjerima (AIMS certifikat, ITRA bodovi...) ili po nečemu drugome specifične utrke (međudržavne utrke, atipičan format utrke...) | Utrke s barem 15 izdanja ili 1. utrke svoje vrste u Hrvatskoj ili utrke posebne u europskim razmjerima (AIMS certifikat, ITRA bodovi...) ili po nečemu drugome specifične utrke (međudržavne utrke, atipičan format utrke...) | Utrke s barem 15 izdanja ili 1. utrke svoje vrste u Hrvatskoj ili utrke posebne u europskim razmjerima (AIMS certifikat, ITRA bodovi...) ili po nečemu drugome specifične utrke (međudržavne utrke, atipičan format utrke...) | Utrke s barem 15 izdanja ili 1. utrke svoje vrste u Hrvatskoj ili utrke posebne u europskim razmjerima (AIMS certifikat, ITRA bodovi...) ili po nečemu drugome specifične utrke (međudržavne utrke, atipičan format utrke...) |
| Tip | Tip | Naziv utrke | Lokacija / Start–Cilj | 1. izdanje | Zadnje izdanje | Bilješke |
| ? | ? | Naziv utrke | Lokacija / Start–Cilj | 1. izdanje | Zadnje izdanje | Bilješke |
| --- | --- | --- | --- | --- | --- | --- |
| H | | Alpe Adria Race Walking Cup u Hrvatskoj / Alpe Adria kup u brzom hodanju u Hrvatskoj | više | 2009. | trči se | Zadar, Zagreb; po dvije utrke se svake godine organiziraju u svakoj od država - Austrija, Hrvatska, Italija, Slovenija; |
| trek | | Alpe Adria Trekking Cup u Hrvatskoj | više | 2012. | trči se | AATC je pokrenut 2012. i u prvoj sezoni je imao ukupno 8 utrka u Hrvatskoj i Sloveniji; IstraTrek, Treking od fruti Kaldir, Brtonigla Adventure Trek, Grobnik Trek, Cres Trek, Marčana Treking Race...; |
| | um | Backyard Ultra u Hrvatskoj | više | 2020. | trči se | Grobnik, Našice, Zagreb (Dotrščina, poznata i kao Dotka); |
| trail | | Europe Trail Cup u Hrvatskoj | više | 2022. | trči se | pokrenut kao Alpe Adria Trail Cup 2020., preimenovan u Europe Trail Cup 2024.; Dalmacija Ultra Trail je 2022. postala prva utrka iz Hrvatske koja je bila dijelom serije; |
| trail | | Golden Trail serija u Hrvatskoj (Golden Trail National serija u Hrvatskoj) | više | . | trči se | [ 84 ] [ 85 ] |
| ver. | | ISF Skyrunner svjetska serija u Hrvatskoj | | ?? | trči se | |
| Vkm | | ISF svjetska serija utrka vertikalni kilometar u Hrvatskoj | | još ne | ' | |
| trail | | Spartan Trail utrke u Hrvatskoj | Dubrovnik | 2023. | trči se | |
| stepenice | | Towerrunning Tour u Hrvatskoj | više | | trči se | |
| trail | um | UTMB/UTWT svjetska serija u Hrvatskoj | Istra | 2016. | trči se | |
| trail | | XTERRA Trail Run utrke u Hrvatskoj | | 2025. | trči se povremeno | [ 86 ] |
| | | Glow Run | više | barem 2019. | trči se | Lošinj, Split, Zagreb...; u Puli se Visualia festival održava od 2013. i to je prvi festival svjetlosti u Hrvatskoj, a prva festivalska utrka održana je 2017.; |
| | | Green Run | | 2017.ili2018. | trči se | prva zelena utrka (??); |
| | | LoveRun | više | . | trči se | Poreč, Vukovar, Zadar, Zagreb...; |
| | milja | Pivska milja (Beer Mile) u Hrvatskoj | više | barem 2015. (2017.) | trči se | Beer Mile Run, Beer Run; Bjelovar, Đakovo, Kotoriba, Križ, Križevci, Kutina, Poreč, Pula, Rab, Svetvinčenat, Šibenik, Varaždin, Vodnjan, Zagreb...; 1. službena utrka pivske milje u Hrvatskoj održana je u Puli 2017.; MedvedRUN je utrka sličnog koncepta kao i Žejna trka koja se održava u sklopu manifestacije Skok u jesen u Bedekovčini; |
| | | Plogging utrke u Hrvatskoj | više | barem 2019. | trči se | Pula, Split, Vodnjan, Zagreb...; |
| | | Samsung Running Festival u Hrvatskoj | Zagreb | barem 2007. | trči se | pokrenut 1995. u Mađarskoj; održavao se u Austriji, Bugarskoj, Češkoj, Grčkoj, Hrvatskoj, Mađarskoj, Rumunjskoj, Slovačkoj, Srbiji, Švicarskoj...; |
| | | Terry Fox Run u Hrvatskoj | | barem 2007. | trči se | |
| | | Utrka s bačvama vina | više | barem 2007. | trči se | Brtonigla (prva u svijetu??), Zmajevac (od 2021.) bačvatlon - utrka u guranju bačve vina uzbrdo |
| | | Vinske utrke (Wine Run) u Hrvatskoj | više | barem 2006. | trči se | |
| | | Vivicitta u Hrvatskoj / Atletska utrka Vivicitta u Hrvatskoj | više | barem 2010. | trči se povremeno | prva Vivicitta je održana 1984. godine u Italiji; generalni organizator je UISP (Unione Italiana Sport per tutti) iz Bologne; službena utrka je duljine 10km; |
| | | Wings for Life World Run u Hrvatskoj | više | barem 2014. | trči se | jedinstvena je utrka u svijetu po tome što nema cilj nego natjecatelje lovi presretačko vozilo; |
| | | World Harmony Run u Hrvatskoj | više | barem 2008. | trči se | [ 117 ] |
| | | 2 milje Maksimirskih naselja – Memorijal Mladen Čižić | Zagreb | 2014. | trči se | pokrenuta pod nazivom "Utrka povodom Dana Maksimirskih naselja", godinu potom preimenovana u "Dvije milje" te 2020. u sadašnji naziv; |
| trail<trek | | 3bunj Trail | Tribunj | 2015. | trči se | utrka po škrapama, škrilama, makadamu, poljskim stazama, suhozidima; prva dva izdanja bile su trek utrke; |
| H | | 3 km na 3 kralja | Zagreb | . | trči se | [ 121 ] [ 122 ] |
| | | 12 kilometara za 12 redarstvenika | Vinkovci | . | trči se | |
| | | 12h Dotke | Zagreb, Dotršćina | 2014. | trči se | [ 123 ] |
| | | 24 sata S’LJeMana | Medvednica | barem 2007. | trči se | moguće prva utrka tog formata u Hrvatskoj(??); |
| cesta | um | 100 km po Zagorju | Varaždin– | | NE trči se | prvi hrvatsko - jugoslavenski supermaraton; moguće da se radi o utrci Varaždinska stotka, koja je navedena niže; |
| trail | um | 100 milja Istre | Istra | 2013. | trči se | prva hrvatska ultra trail utrka; prva hrvatska utrka na sto milja; od 2016. dio Ultra-Trail World Toura |
| | um | 108 km za 108. brigadu / Ultramaraton Ovčara–Slavonski Brod | Ovčara–Slavonski Brod | 2006. | trči se | [ 131 ] |
| cesta&stepenice | | 162 stube | Zagreb | 2007. | trči se | u stazu su uključene Schlosserove stube, njih 162, po kojima je utrka dobila ime; 2012. staza je produžena - dodane su stube kod ŠNZ Andrija Štampar (?? stube, za ukupno ?? stube); utrka je duljine 4200m (162 stube) ili 4500m (?? stube, 2012.); |
| stepenice | | 539 skok | Rijeka | barem 2015. | trči se | utrka po Trsatskim stubama, koje vode od riječke Delte do crkve Gospe Trsatske te su najkraći put od centra Rijeke do Trsata; danas ukupan broj stuba iznosi 561, ali trči se njih 539; |
| sky | | Absolute Biokovo Challenge | Biokovo | 2021. | trči se | utrka se bodovala za Europsko Sky race prvenstvo; staza ima certifikat International Skyrunning Federacije; prva Skyrunning utrka u Hrvatskoj; |
| cesta | m_pm | Adria Advent Maraton | Crikvenica | 2011. | trči se | jedini profesionalni međunarodni trkački maraton i polumaraton u Europi koji se trči neposredno uz morsku obalu; Crikvenički maraton; rute polumaratona i maratona su izmjerene prema, u svijetu, jedinstvene regulacije po Jones-Counter metodi te je crikvenička staza stoga u skladu s DLV i IAAF pravilima; |
| | | Atletska utrka Biograd - za Dan Grada | Biograd | 1998. | ??? | održava se u siječnju; možda (??) preimenovana u Run Biograd; |
| | | Atletska utrka Biograd | Biograd | 2003. | ??? | održava se u lipnju; od 2009. zove se Biogradska rivijera; možda (??) preimenovana u Run Biograd; |
| | | Atletska utrka Cvjetnom obalom | Turanj (Sv. Filip i Jakov) | 2006. | trči se | [ 146 ] |
| | | Atletska utrka Dolinom Kardinala | Krašić | 1997. | trči se | [ 147 ] [ 148 ] |
| | | Atletska utrka Dvigrad - Kanfanar | Kanfanar | 2008. | trči se | [ 149 ] [ 150 ] |
| | | Atletska utrka Galovac | Galovac | 2003. | trči se | [ 151 ] |
| | | Atletska utrka Medulin riviera | Medulin | 2011. | trči se | ; održavale su se još Božićna atletska utrka Medulin riviera (2010.) i Novogodišnja atletska utrka Medulin (2016.) i Road Race Medulin Riviera 10k (2015.) |
| | | Atletska utrka "Otok – Sv. Luka" / Atletska utrka "Sv. Luka" | Otok (Dalmatinski) | 1996. | trči se | [ 154 ] [ 155 ] |
| | | Atletska utrka pod bakljama Maslenica | Maslenica | 2006. | ?? | [ 156 ] |
| | | Atletska utrka "Pozdrav domovini" / Atletska utrka "Pozdrav domovini – Kup Oluje" | Zadar | 2012. | trči se | [ 157 ] [ 158 ] |
| | | Atletska utrka Pridraga – Novigrad | Pridraga–Novigrad | 2000. | trči se | [ 159 ] |
| | | Atletska utrka "Sv. Roko" | Sv. Filip i Jakov | 2009. | trči se | [ 160 ] |
| | | Atletska trka u čast zagorskih velikana | Veliko Trgovišće–Kumrovec | 2004. | ?? | [ 161 ] |
| cesta | | B2B Run B2Run | više | 2015. | trči se | Osijek, Rijeka, Split, Zagreb; prva poslovna utrka u Hrvatskoj; od 2019. dio svjetske serije korporativnih utrka B2Run; |
| | | Bakljada na Pašmanu / Bakljada – noćna utrka kroz Pašman | Pašman | 1995. | trči se | [ 164 ] [ 165 ] |
| trail<trek | | Baranja trail, prije Surduk trek | Baranja | 2012. | trči se | [ 166 ] [ 167 ] [ 168 ] [ 169 ] [ 170 ] [ 171 ] |
| sky | | Baške Oštarije Trail | | 2021. | trči se | od 2024. u ISF kalendaru(??); |
| | | Biokovo Vertikala | PP Biokovo | 2015. | trči se | prva utrka formata 'vertikalni kilometar' u Hrvatskoj - visinska razlika između starta i cilja je 1km; Učka Vertical je dvije godine starija utrka koja nosi isto ime, ali nema taj format |
| brdska | | Biser Slavonije / Brdska utrka "Biser Slavonije" / Brdska utrka Papuk / Brdska utrka Jankovac | Jankovac (Papuk) | 2007. | trči se | [ 177 ] [ 178 ] [ 179 ] |
| trek | | Blatersa | Medvednica | 2008.ili2009. | trči se | održava se u prosincu; ljetna Blatersa; |
| planinska | | Boroša | Zagreb | 1990. | trči se | planinska utrka; prototip je planinskog izazova, iz centra grada do najvišeg vrha planine; pokrenuta kao "Štrapacijada", pa preimenovana i do 2016. zvala se Brdska utrka "Sljeme", ali je u čast Julija Boroše, idejnog začetnika i glavnog organizatora od prvog izdanja do 2013., promijenila ime; stara ruta utrke prolazila je kroz sljemenski tunel i bila duža od nove rute; Planinska utrka Medvednica; najstarija hrvatska planinska trka; |
| | | Božićna utrka Osijek | Osijek | 2012. | trči se | [ 188 ] |
| cesta | | Božićna utrka Pero Mazija | Zadar | 2000. | trči se | 5km; nema veze sa utrkom Zadar Christmas Run koja je isto duljine 5km; |
| | | Božićna utrka u spomen Marijana Lukine | Gornja Stubica | 2003. | trči se | [ 195 ] |
| | | Božićni čaj na Savi | Slavonski Brod | 2005. | trči se | [ 196 ] |
| | | Božićno-novogodišnja utrka Split / Božićna utrka Split | Split | 2003. | trči se | [ 197 ] [ 198 ] |
| | | Brdska utrka "Japetić" / Brdska trka "Jap" | Jastrebarsko | 2005. | trči se | održavala se utrka Jap Trail; |
| | | Brdska utrka "Kamešnica" | Otok (Dalmatinski) | 2007. | trči se | [ 201 ] [ 202 ] [ 203 ] |
| | | Brdska utrka "Obrovac – Sv. Rok" | Obrovac | 2004. | trči se | [ 204 ] |
| | | Brdska utrka "Vilinska špica" | Lepoglava | 2009. | ?? | [ 205 ] |
| | | Brdska utrka "Visočica" | PP Velebit (Rizvanuša) | 2007. | trči se | započela kao Brdska utrka Gospić; utrka je 2013. uvrštena u kalendar Svjetskog vijeća za vojni sport (International Military Sports Council - CISM); |
| | pm | Brodski polumaraton / Bromara | Slavonski Brod | 2004. | trči se | [ 211 ] [ 212 ] [ 213 ] |
| trek | | Brtonigla Adventure Trek | Brtonigla | 2011. | trči se | [ 214 ] [ 215 ] |
| | | Cestovna trka Lukač – Virovitica | Lukač–Virovitica | 1997. | trči se | [ 216 ] |
| | | Cestovna utrka Bedenec | Bedenec | 2011. | trči se | [ 217 ] [ 218 ] |
| cesta | | Cestovna utrka Murter / Cestovna utrka Murter – Tisno – Murter / Cestovna utrka Murter – Lovišća – Murter | Murter | 1995. | trči se | 12.4km; |
| trail | | Crazy Hill Trail | Ludbreg | 2015. | trči se | |
| trek | | Cres Trek | Cres | 2010. | ?? | [ 221 ] [ 222 ] [ 223 ] |
| krostrail | | Crosstrail utrka Voda & Vatra | Terme Topusko | barem 2018. | ?? | [ 224 ] |
| | | Četiri zagrebačka trga | Zagreb | 2002. | 2011. | Zagrebački noćni cener, pokrenut 2012. radi gašenja utrke Četiri zagrebačka trga, odvija se većinski ili(??) manjinski istom stazom i prolazi kroz 4 trga pa je svojevrsni sljednik; |
| trail | um | Dalmacija Ultra Trail | Dalmacija | 2016. | trči se | od prvog izdanja utrka ima ITRA bodove |
| | | Dan Uljanika Trka Uljanika | Pula | 1983. | trči se | posveta danu polaganja kamena temeljca i početku izgradnje brodogradilišta Uljanik; |
| kros | | Dječji Dubrava kros | Zagreb | 2009. | trči se | u sklopu manifestacije Dani Dubrave; |
| kros | | Dječji jesenski kros | Velika Gorica | 2002. | trči se | [ 231 ] |
| kros | | Dravski ultracross | Varaždin | 2012. | trči se | [ 232 ] |
| cesta | pm | Dubrovački polumaraton | Dubrovnik | 2015. | trči se | |
| | pm | Dugoselski polumaraton | Dugo Selo | 2002. | trči se | [ 233 ] |
| | pm | Đurđenovački mali maraton | Đurđenovac–Našice–Đurđenovac | 2022. 1980.-ih | trči se | [ 234 ] |
| | | Extreme breg race | Podgora Krapinska | 2019. | 2020. | utrka je cijelom duljinom uspon; |
| | | Fameja / Timska utrka Fameja | Pazin | 2007. | trči se | [ 238 ] [ 239 ] |
| cesta | um | Forrest Gump – 12-satni ultramaraton | Zagreb | 1998. | 2014. | prva hrvatska vremenska ultra; nije održavan od 2001. do uključujući 2008.; u sklopu utrke, u nekoliko navrata, održavala se i utrka na 100 km - prva "stotka" u nezavisnoj Hrvatskoj; na izdanju 2013. održano je prvo državno prvenstvo Hrvatske u ultramaratonu (utrka na 100 km); |
| cesta | pm | Fužinarski polumaraton “Tri jezera” | Fužine | 2008. | trči se | spaja tri jezera: Potkoš, Bajer i Lepenicu; |
| | | Generator snow run | Delnice | 2017. | ?? | specifična utrka - trči se po snježnoj stazi (uvijek??); |
| trail | | Giro di Monte Grande | Veli Vrh (Pula) | 2013. | trči se | [ 247 ] [ 248 ] |
| | | Gorički trail | Jurovčak | 2018.ili2019. | trči se | gorički trail je trčanje po vinogradu, 10 redova uzbrdo i nizbrdo (prva u svijetu??); |
| gradski izazov | | Gradski izazov Sinj | Sinj | 2013. | trči se | [ 251 ] [ 252 ] [ 253 ] |
| trek | | Grobnik Trekking | Grobnik | 2011. | ?? | [ 254 ] |
| | | Hagemann | Družbinec | 1992. | trči se | glavna utrka je duljine 11760m; |
| | | Hahlić za uru | Hahlić | 2010. | trči se | [ 256 ] |
| urbani trail | | Halloween Osijek Urban Trail | Osijek | 2021. | trči se | [ 257 ] [ 258 ] |
| H | | Hodačka utrka Pridraga – Novigrad | Pridraga–Novigrad | 2007. | ?? | [ 259 ] |
| H | | Hodačka utrka Turanj – Sv. Filip i Jakov | Turanj–Sv. Filip i Jakov | barem 2007. | ?? | [ 260 ] |
| | | Hvarski polumaraton | Hvar | 2011. | trči se | [ 261 ] [ 262 ] |
| | | ImberTrek | Omiš | 2013. | trči se | [ 263 ] |
| trek | | IstraTrek | više | 2006. | trči se | Barban, Boljun, Brseč – Skitača, Buzet, Gračišće, Labin, Motovun, Pazin, Pićan, Pula, Žminj; dobivao se 1 kvalifikacijski bod za Ultra Trail du Mont Blanc; |
| planinska | | Ivančica / Brdska utrka "Ivančica" | Ivanec | 1992. | trči se | brdska/planinska utrka; Spomen utrka Milana Cahuna; |
| | | Japtrek Out | više | 2007. | trči se | Ivančići, Sveta Jana |
| trail<trek | | Ja-Sam maraton Jaska Eko trail-maraton | Plešivica | 2010. 2006. | trči se | održavao se i pod nazivom Eko Flor trail-maraton; u sklopu utrke se 2013. održalo prvo prvenstvo Hrvatske u planinskom trčanju na duge staze i 2007. prvo pojedinačno prvenstvo Hrvatske u planinskom trčanju na duge staze; utrka nastavlja višegodišnju tradiciju natjecanja održanih pod nazivima “Samoborski trekking” (I. izdanje 2006.), “Samoborski planinski maraton” (od 2008.) i “Samoborski eko maraton” (od 2009.); održavao se i pod nazivom Jaskanski Eko-Flor trek-maraton; kao Ja-Sam maraton prvi put se održao 2016.; |
| kros | | Jesenski kros Međimurja | Čakovec | 2003. | trči se | [ 287 ] |
| kros | | Jesenski kros na Savi | Zagreb | 1975. | trči se | [ 288 ] |
| | mm | Jezerčica preko Sljemena / Hidroelektra Jezerčica | | | NE trči se | trka duljine oko 30km; revitalizirana u 1990.-im; |
| | | Jozefina | Senj–Brinje –Senj | 2013. | trči se | prva utrka u Hrvatskoj koja povezuje more i unutrašnjost; |
| | pm | Jurjevski polumaraton / Polumaraton Jurjevo / Memorijal Branka Vrančića i Leopolda Japeca | Gornja Stubica | 1994. | 2014. | [ 292 ] [ 293 ] [ 294 ] |
| cesta | milja | Karlovačka milja | Karlovac | 2019. | trči se | jedinstvena je utrka duljine 1579m (godina utemeljenja Karlovca); |
| cesta | | Karlovački cener | Karlovac | 2013. | trči se | utrka je od IAAF-a za 2020. dobila status "(Bronze) Label" čime je postala prva utrka u Hrvatskoj sa "Label" statusom; |
| kros | | Kastafski kros | Kastafska šuma | 1976. | trči se | od 2005. utrka je i "Memorijal prof. Zehrid Kadrić-Zeko", žargonski zvana "Zekina utrka"; |
| stepenice&brdski sprint | | Kiseli kvadricepsi 555 (KK555) | Zagreb | 2013.ili2014. | NE trči se | specifična utrka: održavala se na najdužim stepenicama u Zagrebu: 555 stepenica - Alanske stube (nekada Partizanske stube) i najstrmijom ulicom u Zagrebu: Donje prekrižje - duljina 555 metara i 80 metara visinske razlike - mjerilo se ukupno vrijeme iz zbroja stepenica KK555 i ulice KK555; |
| brdski sprint | | Kolo-tur-e kup | Zagreb | 2007. | ?? | brdska sprint utrka; staza je duga 300-tinjak metara i trči se uzbrdo cijelom dužinom; utrka se održava po kup sistemu - dva natjecatelja trče jedan protiv drugoga, pobjednik prolazi u sljedeći krug i tako sve do finala; jedna od prvih utrka tog tipa u Hrvatskoj; |
| | | Kožinska atletska utrka "Ante Stručić i prijatelji" – Kožinsko lito / Atletska utrka Kožino | Kožino | 2003. | ?? | [ 301 ] [ 302 ] |
| | | Krapinski ringišpil | Krapina | 2014. | trči se | jedinstvena kružna utrka u kojoj se može nastupiti u četiri različite dionice; |
| | | Krktrk | Krk | 2008. | trči se | [ 304 ] |
| canicross | | Kros DOGađanje “Brze šape” | Zagreb | 2015. | 2016. | prva canicross utrka u Hrvatskoj; sport je po paskom ICF-a, ali je u Hrvatskoj u svojim začecima uglavnom organiziran uz već postojeće trail utrke na kojima su nastupali trkači koji posjeduju pse, a od kojih je većina inače bila sudionikom trail utrka; |
| kros | | Kros grada Daruvara | Daruvar | 1983. | trči se | [ 308 ] |
| kros | | Kros kroz Jelenski jarak / Kros utrka "Kroz Jelenski jarak" | Vrbovsko | 2006. | trči se | [ 309 ] [ 310 ] |
| kros | | Kros Novog lista dolinom Kupe | Brod na Kupi | 2005. | trči se | utrka za učenike i studente; |
| | | Kros povodom Međunarodnog dana mladih | Varaždin | 2004. | trči se | [ 311 ] |
| kros | | Kros Ramiz Tikveša, prije Kros utrka grada Metkovića | Metković | . | NE trči se | nije održavana od 2001. do 2016.; |
| kros | | Kros Sportskih novosti | Zagreb | 1984. | trči se | utrka za učenike i studente; |
| kros | | Kros u šumi Musapstan | Zadar | 2008. | trči se | |
| kros | | Kros u Tvrđavi | Slavonski Brod | 2018. | trči se | specifična utrka - odvija se unutar Tvrđave Brod; |
| kros | | Kros utrka Bedenec Jesenski kros Bedenec | Bedenec | 2012. 2004.ili2005. | trči se | [ 315 ] [ 316 ] |
| kros | | Kros utrka Frkanovec - srce gornjeg Međimurja | Frkanovec | 2014. | trči se | [ 317 ] [ 318 ] |
| kros | | Kros utrka Lančić–Knapić | Lančić/Knapić | 2010. | trči se | [ 319 ] [ 320 ] |
| kros | | Kros utrka povodom Dana Grada Jastrebarsko | Jastrebarsko | barem 2011. | trči se | [ 321 ] [ 322 ] |
| cesta | | KRUG Osijek | Osijek | 2024. ?? | trči se ?? | kronometarski trkački događaj u kojem trkač sam bira kada će startati svoju utrku u zadanom vremenskom okviru do 6 sati. Može ju istrčati i nekoliko puta dok ne bude zadovoljan svojim vremenom.; staza dužine 3100 metara kojom se trči preko dva osječka mosta - cestovnog i pješačkog; održava se u zimskim ili ljetnim uvjetima; |
| cesta | | Kumrovečki maraton | Kumrovec | | NE trči se | moguće da se radi o utrci Partizanski marš, koja je navedena niže; |
| | | Kupska atletska utrka - Memorijal Julija Boroše-Jumba | Pisarovina | 2012. | trči se | [ 326 ] [ 327 ] |
| | | Kupski noćni polumaraton - Utrka prijateljstva | Brod na Kupi | 2013. | trči se | [ 328 ] [ 329 ] |
| cesta | | Kutina – Voloder „Voloderska jesen“ / Utrka "Voloderska jesen" | Kutina–Voloder | 2010. 1980. | trči se | utrka na 15km; nije održavana od 1989. do uključujući 2009.; pokrenuta u sklopu Voloderskih jeseni; idejni pokretač i prvi organizator je Marcel Vučetić dok je utrku obnovio Danijel Kepe; in memoriam Franjo Mihalić; |
| trek | | Kvarnersko Istarske Treking Avanture / Kvarner Istria Trekking Adventure (KITA) | više | 2009.ili2010. | trči se | [ 332 ] [ 333 ] |
| trek | | Labinjonski treking / Labinjonski Uskršnji treking | Brseč–Skitača | 2006. | ?? | duljine oko 40km; moguće da se radi o utrci IstraTrek; |
| trek | | Lagvitrek | Zagreb | 2006. | trči se | [ 337 ] [ 338 ] [ 339 ] |
| trail<trek | | Lika Cave Trail | Perušić (Grabovača) | 2016. | ?? | prvo izdanje bila je treking utrka; prvi pećinski trekking/trail - jedinstvena utrka u svijetu - trčanje od spilje do spilje (i kroz njih) na području Pećinskog parka Grabovača, jedinog pećinskog parka u Hrvatskoj; slovenski "Black hole trail" i "K24 trail" su slične utrke; kasnije se u Perušiću održavala utrka Lika Adventure Trail u organizaciji Pećinskog Parka Grabovača; |
| cesta | pm | Lošinjski polumaraton | Veli Lošinj | 2009. | trči se | [ 344 ] [ 345 ] |
| cesta | m | Ludbreški maraton | Ludbreg | | NE trči se | 1. izdanje možda 1973. |
| kros&trail | | Magunja kros - Sukošan | Sukošan | 2013. | trči se | [ 347 ] [ 348 ] [ 349 ] [ 350 ] |
| planinska | | Makarska – Vošac / Brdska utrka Makarska – Vošac | Makarska–Vošac | 2007. | trči se | Brdska utrka Makarska - Biokovo; |
| | m_pm | Maraton Slatina – Orahovica / Maraton Merkur | Slatina–Orahovica | 2005. | trči se | istovremeno se održava i polumaraton koji starta u Mikleušu i ima cilj u Orahovici; |
| trek | | Mala Erpenja Trekk | Mala Erpenja | 2012. | trči se | [ 358 ] |
| | | Mali maraton Sisak – Trebarjevo | Sisak–Desno Trebarjevo | 1996. | trči se | [ 359 ] [ 360 ] [ 361 ] |
| | | Maraton Zadar – Vir / Virski maraton | Zadar–Vir | 2012. | ?? | [ 362 ] [ 363 ] [ 364 ] [ 365 ] |
| stepenice&cesta | | Marjanska skalinada | Split | 2013. | trči se | 819 stepenica, utrka je duljine 1320m; |
| cesta | pm | Martinski polumaraton | Dugo Selo | 2002. | trči se | [ 367 ] |
| trek | | MedoTrekk | Medvednica | 2005. | trči se povremeno | između 2005. i 2014. dva puta se nije održao; |
| | | Međimurska utrka vatrogasaca | Merhatovec | 2015. | trči se | [ 369 ] |
| | mm | Međudržavni maraton Slavonski Brod – Žeravac | Slavonski Brod–Žeravac | 2007. | trči se | duljine 24-27km; |
| cesta | | Međunarodna utrka vatrogasaca / Vatrogasna utrka Fire Run | Mali Lošinj | 2011. | trči se | ; utrka je Euro kup profesionalnih vatrogasaca od 2014.; |
| | | Međunarodni prekogranični ultramaraton Osijek – Apatin | Osijek–Apatin –Osijek | 2015. | trči se | [ 377 ] [ 378 ] |
| cesta | pm | Memorijal Ivan Starek / Polumaraton Starek | Zagreb | 1987. | trči se | trka u početku nije bila polumaraton, da bi 1990. to i postala; |
| | | Memorijal Milana Neralića | Slunj | 2012. | trči se povremeno | [ 380 ] |
| cesta | | Memorijal Zvonka Panežića | Velika–Požega | 1974. | trči se | 15,6km; do 2013. trčalo se na ruti Požega–Velika; |
| | | Memorijalna utrka 17 poginulih pripadnika 129. brigade HV / Memorijalna utrka Draganić | Draganić | 2012. | trči se | [ 382 ] [ 383 ] [ 384 ] |
| | | Memorijalna utrka Ivan Sokač | Poljana Biškupečka | 2006. | trči se | [ 385 ] |
| | | Memorijalna utrka Ivan Stipaničić | Kostrena | 2010. | trči se | [ 386 ] |
| | | Memorijalna utrka "Josip Putar" | Lepoglava | 2005. | trči se | [ 387 ] |
| | | Memorijalna utrka "Nitko prije nas" | Bujavica–Kutina | 2008. | trči se | [ 388 ] |
| | | Memorijalna utrka u spomen na poginule pripadnike 104. brigade | Poljana Biškupečka | 2009. | trči se | [ 389 ] [ 390 ] |
| | | Memorijalna utrka "U Vukovar s ljubavlju" | Osijek–Vukovar | prije 2009. | trči se | [ 391 ] |
| | | Memorijalna utrka Vukovar – Tovarnik | Vukovar–Tovarnik | 2009. | trči se | [ 392 ] [ 393 ] |
| | | Memorijalni ultramaraton Josip Jović | Karlovac–Plitvice | 2010. | trči se | organizira se i Memorijalna utrka Josip Jović od Grabovca do Plitvica; |
| | um | Memorijalni ultramaraton "Rubenčić – Smolec" | Vrbovec–Lipik | 2001. | ?? | duljine 101km; kasnije postao Biciklistički memorijalni maraton "Rubenčić – Smolec" (Vrbovec–Lipik–Subocka); |
| | | Memorijalni ultramaraton Šibenik – Knin “OLUJA 95” | Šibenik–Knin | 2013. | trči se | [ 401 ] |
| stepenice&cesta | | Metkovska skalinada | Metković | 2015. | trči se povremeno | 550 stepenica, utrka je duljine 1470m, trči se stepenicama 80% utrke; |
| | | Mini maraton "Sv. Rok" | Brtonigla | 2005. | trči se | [ 403 ] |
| trek | | MljeTrekk / Mljet treking | Mljet | 2010. | ?? | Green Trekk Mljet je utrka sličnog naziva koja se održava od 2017.; |
| | | Modrožanska utrka | Gornja Stubica (Modrovec) | 2008. | trči se | Memorijal Marijana Lukine; |
| trail<trek | | Mosor Grebbening Mosorski planinarski maraton Planinarski maraton Mosor | Mosor (Gata) | 2007. 1993. | trči se | korijen trekinga u Hrvatskoj - utrka s kojom je počeo treking u Hrvatskoj; tijekom povijesti mijenjala organizatore, ime i trasu; u početku nije bio natjecateljskog karaktera, više je bio nalik uobičajenim planinarskim pohodina u organizaciji planinarskih društava; |
| | | Nikolinska utrka | Gojanec | 1993. | trči se | ; Memorijalna utrka u spomen supermaratonca Marijana Cafuka (od 2010.); |
| cesta | pm | Nin – Zadar / Mali maraton Nin – Zadar / Polumaraton Nin – Zadar | Nin–Zadar | 1983. | trči se | glavna utrka organizirana u raznim formatima, najčešće polumaraton; |
| | | Noćna utrka grada Samobora | Samobor | 1962. | trči se | [ 419 ] |
| | | Noćni maraton | Zagreb | 2014. | trči se | [ 420 ] |
| | | Nova na Savi | Zagreb | 2011. | trči se | [ 421 ] [ 422 ] |
| H | | Nova na Savi | Zagreb | 2012. | ?? | [ 423 ] [ 424 ] [ 425 ] |
| | | Novogodišnja utrka grada Osijeka / Novogodišnja utrka Osijek | Osijek | 1984. | trči se | glavna utrka je duljine 3200m (krug oko mostova); |
| cesta | | Novogodišnja utrka grada Varaždina / Varaždinska Novogodišnja utrka | Varaždin | 1977. | trči se | jedina je utrka u svijetu koja počinje točno u ponoć na prijelazu iz Stare u Novu godinu |
| trail | | Ogulin Trail - Memorijal Marjana Špehar | Ogulin | 2014. | trči se | |
| | | Omiški polumaraton kanjonom rijeke Cetine | Omiš | 2016. | trči se | [ 429 ] [ 430 ] [ 431 ] [ 432 ] |
| stepenice | | Osječanka 250 | Osijek | 2019. | trči se | druga certificirana Run Up utrka u Hrvatskoj od strane TWA; |
| cesta | pm | Osječki Ferivi polumaraton | Osijek | 2005. | trči se | |
| | | Osječki vatrogasni cener | Osijek | 2009. | trči se | Prvi "cener" u Hrvatskoj i regiji; |
| | | Oslobođenje Zagreba | Zagreb | | NE trči se | trka se održavala 8. svibnja, start i cilj su bili na Trgu republike - danas Trg Bana Jelačića; |
| | | Papučki maraton | Orahovica | 2018. | 2019. | najvertikalniji hrvatski maraton; |
| | | Parenzana maraton, prije Ultra maraton "Draga Parenzana" | Trst–Vižinada | 2012. | trči se | [ 441 ] |
| | pm | Partizanski marš | Kumrovec | 1953. | NE trči se | duljine oko 25km - u tisku se utrka često imenovala kao maraton; |
| | | Pazinčica Clearwater Revival | Pazin | 2005. | trči se | brdsko-biciklističko-trekersko-trkačka utrka; |
| | | Pazin–Učka team race / Učka–Pazin team race | Pazin–Učka –Pazin | 2005. | ?? | utrka je zrcalila start i cilj; radi se o štafetnoj utrci u kojoj svaka ekipa ima 3 člana; |
| | | Planinska utrka Kozjak | Kozjak (Kaštel Sućurac) | 2009. | trči se | in memoriam Ivica Radeljić; |
| | | Planinska utrka Promina | Drniš | 2014. | ?? | utrka je bila jedna od četiri ovakvog tipa u Hrvatskoj; |
| | | Planinski mini maraton "Lupoglav-Korita" / Mini maraton "Korita" / Brdska utrka "Korita" | Lupoglav | 1995. | trči se | bila utrka Kupa Hrvatske u planinskom trčanju; |
| cesta | m | Plitvički maraton | NP Plitvička jezera | 1981. | trči se | AIMS certifikat; pokrenuo AD Veteran i Ivan Teklić; |
| | | Podsused–Zagreb | Podsused–Zagreb | 1983. 1906. | trči se | utrka njeguje tradiciju prvog dugoprugaškog trčanja na ovim prostorima - prva utrka cestovne atletike u Zagrebu održala se 1906. na relaciji od Podsuseda do Britanca; utrka je bila zaboravljena, dok ju član AK Veteran Joško Ušaj nije otkrio u starim novinama u Arhivu grada Zagreba. 1983. je pokrenuta utrka Stazama pionira zagrebačke atletike ili jednostavnije Podsused – Zagreb, koja nastavlja tradiciju te prve utrke; |
| cesta | | Poličnik | Poličnik | 1995. | trči se | 10km; |
| | | Polojska ultra | Slavonski Brod | 2017./2018. | trči se | zvala se Superheroj Mazator; jedina cestovna ultra u Hrvatskoj; |
| cesta | pm | Polumaraton Jaska Jaskanski polumaraton | Jastrebarsko | 1999. | trči se | Memorijal Predrag Bošnjak; |
| | pm | Polumaraton Lanterna / Minimaraton Lanterna / Tar minimaraton / Minimaraton Tar – Vabriga | Tar | 2006. | ?? | [ 466 ] [ 467 ] [ 468 ] |
| cesta | pm | Polumaraton Maslenica – Novigrad / Atletska utrka "Da se ne zaboravi", prije Atletska utrka "Da se ne zaboravi" Novigrad–Posedarje                                                                                            | Maslenica–Novigrad | 2005. | trči se | do 2008. utrka je bila Novigrad-Posedarje, 2009. postaje Maslenica–Novigrad; |
| cesta | pm | Polumaraton Mihanović | Zagorje (Klanjec–Kumrovec–Tuhelj–Tuheljske Toplice) | 1988. | trči se | staza prolazi dijelom Zagorja koji je inspirirao Antuna Mihanovića da ispjeva pjesmu „Lijepa naša domovino“ koja je kasnije postala hrvatskom himnom; ruta |
| | | Polumaraton Topusko | Topusko | 2002. | trči se | [ 476 ] |
| | pm | Polumaraton Tuheljske Toplice / Polumaraton Tuhelj, prije Mali maraton Mihanović | Tuheljske Toplice | između 1988. i 1990. | NE trči se | trka je imala je nekoliko staza, najpoznatija je ona sa startom i ciljem u Tuheljskim Toplicama; |
| | pm | Polumaraton Virovitica – Barcz / Cestovne prekogranične trke Virovitica–Barcs i Terezino polje–Barcs | Virovitica–Barcs | 1992. | trči se | [ 479 ] |
| | pm | Polumaratoni za žene | više | 2006. | ?? | Križevci (prvi 2008.), Opatija (prvi 2008.), Poreč (prvi 2007.), Velika Gorica/Zagreb (prvi 2006.); održavali se pod više naziva; |
| kros | | Proljetni kros Međimurja | Čakovec | 1990. | trči se | [ 486 ] |
| kros | | Proljetni kros podno Mogile | Zagreb | možda 1976. | trči se | [ 487 ] |
| trail | | ProminaTrek, prije Promina Trail | Drniš | 2013. | trči se | [ 488 ] |
| | | Rab trail | Lopar | 2007. | trči se | [ 489 ] |
| | | Radobojska uspinjača, prije Radobojski maraton | Radoboj | 2008. | trči se | [ 490 ] [ 491 ] [ 492 ] |
| | | Rekord Sljemena | Zagreb, Sljeme | | NE trči se | startali su po jedan MTB biciklist i jedan trkač istovremeno, startalo se kronometarski svaku minutu; start je bio kod donje stanice bivše sljemenske žičare, a cilj na samom vrhu kod TV tornja - staza te trke podudara se sa drugim dijelom staze trke Boroša; |
| cesta | pm | Riječki polumaraton | Rijeka | 2002. | trči se | [ 494 ] |
| trek | | Risnjak Trek | Risnjak | 2005. | ?? | [ 495 ] |
| trail | | Risnjak Trail | Risnjak | 2013. | ?? | [ 496 ] [ 497 ] |
| | | RIT/ACMT Fun Run | Dubrovnik | 2009. | ?? | [ 498 ] |
| cesta | pm | Rovinjski polumaraton | Rovinj | 2005. | trči se | održava se u sklopu Popolane (prva održana 2007.); |
| aerodrom | | Runway Run Dubrovnik | Dubrovnik | 2020. | trči se | druga utrka po aerodromu u Hrvatskoj; |
| trek | | Samoborska trek shnita | Samobor | barem 2009. | trči se | [ 505 ] |
| trail | | San Rocco Run | Brtonigla | 2013. | ?? | [ 506 ] |
| | pm | Savski Hendrix polumaraton Proljetni zagrebački polumaraton "Savski polumaraton" "Savska trka" | Zagreb | 2009. 1997. 1982. | trči se | prvi 'offroad' polumaraton u Hrvatskoj; pokrenuo AD Veteran; utrka povodom Dana žena; 1982. je organizirana prva trka, krug od 8.5 km po Savskom nasipu ispred Boćarskog doma, pod imenom "Nada Dimić" po sponzoru utrke, istoimenoj tvornici; početkom 90ih promjenom vlasnika tvornice postaje trka "Endi"; 1996. mijenja ime u "Luigi Ferrari" prema nazivu brenda koji je bio pokrovitelj utrke i te godine je u formi od 8.5 km održana zadnji put; 1997. je trka produžena do polumaratona i nosila naziv "Polumaraton Luigi Ferrari"; 2001. je trasa prebačena na kružnu asfaltnu stazu Jaruna i utrka je promijenila naziv u "Proljetni zagrebački polumaraton"; 2009. je staza vraćena na prvobitno mjesto i utrka je promijenila naziv u (1.) "Savski polumaraton"; 2015. utrka dobiva nadimak/mijenja naziv u "Hendrix polumaraton" i danas je još poznata i kao "Savski Brooks/Hendrix polumaraton"; utrka kojoj su konstante Sava i nasip te se od 1982. neprekidno održava je neslužbeno poznata kao "Savska trka" |
| cesta | pm | Sinjski polumaraton | Sinj | 1998. | trči se | [ 513 ] |
| trail | m | Sljemenski maraton «Kuda idu divlje svinje» | Zagreb (Medvednica) | 2000. | trči se | prva trail trka u Hrvatskoj; premijerno organiziran kada trail kao službena disciplina još nije ni postojao; poznat i kao Sljemenski krug; planinski maraton; najteža je utrka maratonske dužine u Hrvatskoj i ima reputaciju najteže trail utrke u Hrvatskoj; iako je trail utrka imao je status utrke državnog prvenstva u planinskom trčanju; |
| cesta | m | Splitski maraton | Split | 2020. | trči se | [ 520 ] |
| cesta | pm | Splitski polumaraton | Split | 2001. | trči se | do 2014. održavana pod nazivom «Polumaraton Svetog Duje»; AIMS certifikat |
| | | Stara pila Oko vile Rebar | Sljeme | | NE trči se | trka je bila poznata po unikatnim medaljama, koje je svojeručno izrađivao organizator trke Ivica Habuš od ispiljenih ploški sljemenskog palog drveća; |
| planinska | | Starigrad – Veliko Rujno / Brdska utrka Starigrad – Veliko Rujno | Starigrad–Veliko Rujno | 2000. | trči se | planinska/brdska utrka |
| planinska | | Stazom deva – povratak trkača | Dubrovnik | 2016. | trči se | utrka serpentinama od magistrale do Tvrđave Imperijal; naziv utrke je "Stazom deva", budući da su se devama nazivali dobrovoljci dostavljači potrepština do prve linije tijekom Domovinskog rata; utrka kojom se na simboličan način odaje počast braniteljima Dubrovnika i ljudima koji su tim opskrbnim putem donosili hranu i vodu do simbola obrane Dubrovnika, tvrđave Imperijal. |
| zidine&stepenice | | STONe Wall Marathon | Ston | 2008. | trči se | ?? stepenica, utrka je duljine ??m; trči se po stonskim zidinama, koje su nakon Kineskog zida najduži očuvani obrambeni zid na svijetu; do 2011. održavan pod nazivom Stonmarathon; |
| utrka na štiklama | | Story utrka na štiklama | Zagreb | 2010. | trči se | prva utrka na štiklama u Hrvatskoj; |
| kros | | Stubički kros | Donja Stubica | barem 2009. | ?? | |
| cesta | sm | Supermaraton Zagreb – Čazma «Od Kaptola do Kaptola» | Zagreb–Čazma | 1976. | trči se | utrka od Zagrebačkog do Čazmanskog kaptola; duga je 61.35 km; nije se održala samo jedne godine; povod utrke je bilo obilježavanje 750-te obljetnice postojanja Čazme; idejni začetnik utrke je novinar Boris Kožar koji je organizirao, trčao i pobijedio na tom prvom izdanju čiji je prijenos radila Zagrebačka televizija; |
| trek | | Škraping | Pašman | 2006. | trči se | najstarija otočna treking utrka, jedinstvena internacionalna treking utrka po oštrom otočnom kamenju, najveća međunarodna treking utrka u Hrvatskoj, škraping ušao u svijet hrvatskih adrenalinskih sportova |
| trek | | Traversa / Sljemenska traversa | Medvednica (Podsused–Zelina) | 2008. | trči se | 2008. (prosinac) organizirana je i Zimska noćna traversa, dok je Traversa organizirana u svibnju; 2009. (travanj) organizirana je Traversa-reversa koja je imala rutu Zelina–Podsused, dok je Traversa organizirana u srpnju; |
| | | Trči i uživaj | Opatija | 2008. | trči se | [ 541 ] [ 542 ] |
| brdski sprint | | Trofej Sljeme – TOP SPORT brdski sprint | Zagreb | 2007. | ?? | TOP SPORT brdski sprint održavao se u sklopu utrke Trofej Sljeme; po dvojica natjecatelja trče jedan protiv drugog po kup sistemu (na ispadanje), pobjednik prolazi dalje i tako sve do finala; staza je duga oko 120m; jedna od prvih utrka tog tipa u Hrvatskoj; |
| cesta | pm | Turopoljska trka | Velika Gorica | 1993. | trči se | polumaraton; |
| trail<trek | um | Učka Trail Učka Trek | Učka | 2013. 2007. 2003. | trči se | započela je kao Učka Night Trek 2003. i to je bila noćna treking utrka, koja je imala više format pustolovne utrke i natjecalo se timski – 2 natjecatelja. 2006. održala se po danu prvi puta i promijenila ime u Učka Mountain trek, ali održala se na istoj stazi kao i prijašnjih godina. 2007. je promijenjen format iz pustolovnih utrka, a to je da se staza mijenja svaki put i da ostaje tajna do pred samu utrku. timsko natjecanje zamijenjeno je pojedinačnim od ?? izdanja; Učka Trek je bila i kvalifikacijska utrka za UTMB; trail utrka od 2013.; |
| planinska | | Učka Vertical Brdska trka Učka | Učka | 2013. 2006. | trči se | start utrke je u Medveji ili Lovranu, a cilj na Vojaku (Učka); AK Sljeme organizirao je Brdsku trku "Učka", poznatu i kao Brdska trka Lovran–Učka, kasnije Brdska trka Medveja–Vojak od 2006. do 2009.; Učka Vertical, koja se organizira od 2013. je nasljednik te utrke; iako ima naziv "vertical" što je uobičajeno za utrke formata 'vertikalni kilometar' ona nije tog formata; |
| | sm | Ultra maraton "Istra u vašem srcu!" / Ultra maraton Savudrija – Novigrad | Savudrija–Novigrad | 2006. | ?? | duljine 53.8 km; |
| | pm | Umag RUN, prije Umaški polumaraton | Umag | 1990. | trči se | [ 554 ] [ 555 ] [ 556 ] |
| | | Umaški minimaraton / Umaški Mini Maraton "Riviera" / Mini Maraton "Riviera" Umag | Umag | 1990. | trči se | duljine staza 11km i 5km; |
| | | Utrka Centrum Mundi | Ludbreg | 2014. | trči se | [ 560 ] |
| | | Utrka "Crtom bojišnice" | Bobovac–Sunja | 1997. | trči se | [ 561 ] |
| | | Utrka "Crtom bojišnice" / Utrka Crtom bojišnice 129. brigade HV | Karlovac | 2007. | ?? | [ 562 ] [ 563 ] [ 564 ] |
| | | Utrka Gojanec – u spomen supermaratonca Marijana Cafuka / Ljetna utrka Gojanec | Gojanec | 1978. | trči se | [ 565 ] [ 566 ] |
| | | Utrka grada Čakovca | Čakovec | 2007. | trči se | [ 567 ] [ 568 ] |
| | | Utrka grada Gline / Cestovna utrka Glina | Glina | 2001. | trči se | ; nije održavana od 2005. do 2009.; |
| | | Utrka grada Koprivnice | Koprivnica | 1979. | trči se | [ 572 ] |
| | | Utrka grada Labina | Labin | 1997. | trči se | [ 573 ] |
| | | Utrka grada Mursko Središće | Mursko Središće | 2006. | trči se | [ 574 ] |
| | | Utrka grada Solina / Atletska utrka Male Gospe Solin | Solin | 2008. | trči se | povodom Dana grada Solina i blagdana Male Gospe; |
| | | Utrka Klinča Sela | Klinča Sela | 2012. | trči se | [ 578 ] [ 579 ] |
| | | Utrka kralja Petra Svačića | Vojnić | 2008. | trči se | [ 580 ] [ 581 ] |
| | | Utrka lipičkim perivojem | Lipik | 2014. | trči se | [ 582 ] [ 583 ] |
| atl.staza | milja | Utrka na 1 milju Slavonski Brod | Slavonski Brod | 1984. | trči se | najdugovječnija hrvatska utrka na milju; utrke su bile poznate pod nazivom „utrke za palačinke“; |
| | 1sat | Utrka na 1 sat Varaždin | Varaždin | 2007. | trči se | disciplina koja nije imala tradiciju u Hrvatskoj; utrka je pokrenula ovu disciplinu u Hrvatskoj - desetljećima stari državni rekordi su popravljani, godinama kasnije pokrenuto i državno prvenstvo u disciplini; jedno vrijeme bila jedina utrka na 1h u Hrvatskoj; |
| | | Utrka na Velebitu | Velebit | 1832. | NE trči se | prva poznata utrka održana na teritoriju Hrvatske; |
| | | Utrka prijateljstva Štrigova – Razkrižje | Štrigova–Razkrižje | 2003. | trči se | [ 592 ] [ 593 ] |
| H | | Utrka u brzom hodanju "Ivan Starek" / Hodačka utrka Starek | Zagreb | 2006. | ?? | [ 594 ] [ 595 ] |
| H | | Utrka u brzom hodanju Zadar | Zadar | barem 2009. | ?? | bila dio Alpe Adria Racewalking cupa |
| | | Utrka za Hrvatsku | Bribir | 1996. | trči se | [ 597 ] |
| | | Utrka za mač Grofa Draskovicha | Trakošćan | 2015. | trči se | [ 598 ] |
| zidine&stepenice | | Utrka zidinama | Dubrovnik | 2015. | trči se | utrka dubrovačkim gradskim zidinama; 1080 stepenica, utrka je duljine ??m; dio je TWA Towerrunning Tour-a; |
| trail | | Valamar Trail | Rabac | 2014. | trči se | posebnost utrke je vrsta terena - staze se prostiru kroz pjeskovite dijelove, šumu i stijene; na utrci 2017. održano je prvo državno prvenstvo Hrvatske u trailu; |
| cesta | um | Varaždinska stotka | Varaždin–Lepoglava–Možđenec–Ludbreg–Varaždin | 1979. | 1988. | prva utrka na 100 km na području Hrvatske; organizator Boris Kožar i AK Sloboda; utrka je imala kružnu rutu; |
| cesta | pm | Varaždinski polumaraton / Varaždin polumaraton | Varaždin | 1995. | trči se | [ 603 ] [ 604 ] |
| trail<trek | um | Velebit 100 milja Velebit Ultra Trail (VUT) Velebitski treking | PP Velebit | 2003. | trči se | do ?? bila treking utrka; prva treking utrka u Hrvatskoj iako je iste godine još održano i prvo izdanje utrke Učka Trek; prva Hrvatska ultra trek/trail utrka; dva mjeseca starija utrka od UTMB-a; moguće da je to prva Hrvatska i svjetska '100-majlerica' budući da postoje informacije o krivom mjerenju duljine staze prvog izdanja te s obzirom na trek prirodu utrke; nekoliko puta mijenjala naziv i duljinu glavne utrke: Velebit Ultra Trail, Velebit 100 milja; od 2012.ima status kvalifikacijske utrke za UTMB: utrka na 100 milja nosi 6 ITRA bodova, a 50 milja 4 ITRA bodova; na utrci 2011. održano je prvo državno prvenstvo Hrvatske u trekingu; |
| | | Vinski maraton | Zmajevac | 2006. | trči se | slična utrka, ultramaraton, maraton i polumaraton, pod nazivom Wine Run - Parenzana Magic (Portorož (Buje)(Grožnjan)–Livade) organizirana je 2014. - kasnije preimenovana u Istrian Wine Run; |
| | | Virovitica 1, 2, 3, 4...doživjeti stotu | Virovitica | 2005. | trči se | [ 614 ] |
| skysnow | | Visočica Sky Snow Trail | [[]] | 2024. 2007. | trči se 2016. | [ 615 ] [ 616 ] |
| kros | | Volim trčanje | Zagreb | 2008. | trči se | glavne utrke su duljine 11.5km i 15.8km; |
| | pm | Vrbovečki polumaraton / Polumaraton Vrbovec | Vrbovec | 1994. | trči se | [ 618 ] [ 619 ] |
| | | Vrlička utrka | Vrlika | 2000. | trči se | Memorijal Stipe Erceg; |
| | | Vukovarski "HAMBURG" maraton | Vukovar | 2021. | trči se | prvi "HAMBURG" maraton u Hrvatskoj; |
| trek | | Zagorje Trekk | Zagorje | 2011. | trči se | Zagorje Kumrovec Trekk; utrka sličnog naziva, Trekking Zagorje održala se 2014. (???); |
| cesta | | Zagreb-Aerodrom | Zagreb | 1982. | NE trči se | pokrenuo AD Veteran; |
| stepenice | | Zagreb Firefighter Stair Challenge | Zagreb | 2013. | trči se | 666 stepenica - od razine -4 do +26 u glavnoj poslovnoj zgradi VMD-a u Strojarskoj ulici 20; od 2013. do 2016. održavala se u poslovnoj zgradi Zagrepčanka u Savskoj cesti 41 - 480 stepenica; |
| urbani trail | | Zagreb Trail | Zagreb | 2015. | ?? | prvi urbani trail na svijetu(??); po prvi puta se primjenio koncept "Trail-Trekk-Trail"; |
| cesta | um | Zagreb – Vukovar | Zagreb–Vukovar | 2002. | trči se | puni naziv utrke je "Memorijalni ultramaraton Zagreb – Vukovar - Putevi dragovoljaca HOS-a i bojovnika Domovinskog rata"; višednevna utrka ukupne dužine 344.1 km - trči se u pet dionica; |
| | | Zagrebačka novogodišnja utrka | Zagreb | 1996. | između 2005. – 2010. | [ 635 ] [ 636 ] |
| cesta | m | Zagrebački maraton | Zagreb | 1992. | trči se | pokrenuli Darko Terek i AD Veteran; |
| | | Zagrebački noćni cener | Zagreb | 2012. | trči se | svojevrsni sljednik utrke Četiri zagrebačka trga; |
| cesta | pm | Zagrebački polumaraton | Zagreb | ? | trči se | |
| stepenice | | Zagrepčanka 512 | Zagreb | 2012. | trči se | 490 stepenica, održava se u poslovnoj zgradi Zagrepčanka u Savskoj cesti 41; prva organizirana utrka stepenicama (unutar neke zgrade) u Hrvatskoj - stepenice su i prije bile dio ruta nekih utrka (ruta Sljemenskog maratona od 2007. prolazi Horvatovim stubama (500 stuba prolazi se tri puta) te utrka 162 stube koja se organizira od 2008. također prolazi stubama), ali nikad prije većinski ili cjeloviti dio utrke nije prolazio stepenicama; dio je TWA Towerrunning Tour-a od 2013. |
| krostrail | | Zrinske vatre crosstrail | Zrinska gora | barem 2017. | ?? | prva, jedina i originalna crosstrail utrka u Hrvatskoj(??); |
| trail | | Zrmanja trail | Zrmanja | 2016. | trči se | trčanje uglavnom nizbrdo po kanjonu, škrapama; |
| trek | | Že100ko by UPRI Gelender | Samobor-Vugrinščak | 2012. | trči se | poznata i kao Samobor100; kultna underground trek utrka; |
| aerodrom | | Željava Air Base polumaraton | Željava | 2023. | ?? | [ 646 ] [ 647 ] |
| | | Žminj teče(ka) | Žminj | 2014. | trči se | 7,3km; |
| cesta | | Žumberačka utrka | Sošice (PP Žumberak) | 1996. | trči se | glavna utrka je duljine 15.5km; |
| | | Žumberak trail, prije Jaskanski vinski treking | Jastrebarsko | 2011. | trči se | ovakav oblik natjecanje nije postojao nigdje na svijetu(??); utrka sličnog naziva (KotloWine trek) održana 2017. u Jastrebarskom; |
| | pm | Županijski polumaraton Križevci–Kalnik | Križevci–Kalnik | 2010. | trči se | [ 655 ] [ 656 ] |
| | | Županjska petica | Županja | 2013. | trči se | [ 657 ] |

## Vanjske poveznice
- Hrvatski atletski savez
- Hrvatska udruga vanstadionske atletike (HUVA)  Arhivirana inačica izvorne stranice od 25. travnja 2019. (Wayback Machine)
- Skyrunning Hrvatska
- Hrvatska atletska veteranska udruga   Arhivirana inačica izvorne stranice od 4. srpnja 2023. (Wayback Machine)
- Treking Hrvatska
- Treking liga
- Trčanje.hr, prije Utrke.net
- World-Track
- Run Europe Croatia

Baze podataka
- All-Athletics baza podataka  Arhivirana inačica izvorne stranice od 30. lipnja 2017. (Wayback Machine)
- DUV ultramaraton baza podataka
- Rezultati natjecanja
- watchathletics, baza rezultata
- Race Mango, kalendar utrka
- Racebase.hr, kalendar utrka
- StageRaces, kalendar etapnih trkačkih i biciklističkih utrka